# Neon Genesis Evangelion Anima
Neon Genesis Evangelion Anima es una serie de novelas ligeras basadas en el anime Neon Genesis Evangelion de 1995. Escrita y dibujada por Ikuto Yamashita, con planeación de Khara y edición de Yasuo Kashihara. La novelización de esta serie inició en 2007 y concluyó en el año 2013 en la revista Dengeki Hobby Magazine. La novelización se compiló en un total de 5 novelas con varias ilustraciones a color.  
Esta serie presenta una continuidad 3 años después de los eventos en la película The End of Evangelion, en la que los eventos de la serie animada de 1995 ocurrieron de un modo distinto, resultando en los eventos plasmados en la novelización.
Originalmente los planes para esta serie ya se había discutido en 1997, sin embargo, sería hasta el 2007, con la salida del proyecto Rebuild of Evangelion, que se le daría luz verde a las novelas. 
En preparación para la cuarta película de la serie Rebuild of Evangelion las novelas fueron adaptadas al continente americano gracias a la editorial Seven Seas Enterteinment (solo en inglés).

## Diferencias entre la serie de 1995 y la novelización
Aunque no de manera explícita, a lo largo de las novelas se abordan varios eventos clave de la serie del 95 que ocurrieron de un modo distinto. A continuación se enlistan algunos de los cambios y diferencias históricas entre la obra original de 1995 y las novelas:
- Las unidades Evangelion tienen una altura de 100 metros y pesan 4,000 toneladas. (Aunque en varias ilustraciones oficiales se observa que un Eva común no excedería los 40 metros)
- Después de su lucha contra el ángel Shamshel, el Eva 01 es equipado con la armadura CQB. Esta se vuelve su armadura base hasta que en algún punto recibe la armadura Type F.
- El Jet Alone (Reactor Solitario) es mencionado con cierta melancolía, lo que podría hacer implícito que este robot tuvo un mejor desempeño en el universo de Anima, que el visto en la serie del 95.
- Se explica que el reactor S2 que falló y causó la destrucción del Eva-04 es el mismo modelo que actualmente usan los Evas de la serie 0.0.
- El Eva-00 no cambia su singular color amarillo, lo que indica que este no sufrió daños considerables contra el ángel Ramiel que ameritaran el equipar su armadura mejorada azul.
- Ryoji Kaji no muere, aunque nunca se aclara si su intento de asesinato ocurrió, o si sobrevivió al mismo.
- En una parte de la historia se señala que Sahaquiel tenía alas de mariposa de más de mil metros, en vez de sus características palmas con ojos, lo que puede sugerir que los ángeles de esta continuidad no eran físicamente iguales a sus contrapartes animadas.
- En algún momento de la historia el Eva-00 pierde el brazo y pierna derecha, recibiendo su propia armadura tipo-F.
- Asuka Langley consigue derrotar al ángel Arael, siendo ella misma quien arroja la lanza de Longuinus para acabarlo. (Este dato es después contradicho en el volumen 3, mencionando a Rei como la que acabó con el ángel usando la lanza)
- 3 clones de Rei Ayanami sobreviven al intento de Ritsuko Akagi de destruir a las "hermanas" de Rei. Estos clones juegan un papel importante en los eventos de Anima.
- Kaworu/Tabris es confirmado como el decimoséptimo y último ángel. (Sin embargo, contando a los embriones de ángeles que aparecen en ANIMA y sumados a Adan y Lilith, el número real de ángeles en la novelización es de 20, siendo Ireul el único sin una aparición formal).
- Se aclara que antes de los Evas de producción de masa, se habían diseñado otro tipo de Evas en serie que, por alguna razón, no alcanzaron la producción masiva. Estos tendrían una cabeza normal, su armadura sería una versión, ligeramente, más estilizada a la armadura convencional, pero quizá los detalles más llamativos de estas unidades es que cargarían mochilas con repulsores de gravedad y sus cascos tendrían una cresta que recordaba a la máscara de un ángel.
- Durante la Batalla de Nerv HQ, son 8, en vez de 9, los MP Evas los que participan en la batalla.
- Rei abandona a Gendo para estar con Shinji en la batalla del Geofrente.
- Durante la Batalla de Nerv HQ, tanto Shinji como Rei participan en la pelea con Asuka contra la serie de Evas.
- Es el Eva-02 quien es usado como catalizador para formar el árbol de la vida e iniciar el Proyecto de Instrumentalización Humana.
- Shinji consigue detener a los MP evas salvando a Asuka, y al mundo.
- Tras fracasar el Proyecto de Instrumentalización Humana, alrededor de Lilith se formó una esfera negra en la que quedaron atrapados cerca de 150 trabajadores de Nerv, algunos escuadrones de las fuerzas de defensa japonesa, así como los mismísimos Gendo Ikari y Ritsuko Akagi.
- Tras la Batalla de Nerv HQ, Kozo Fuyutsuki y los miembros de SEELE desaparecieron sin dejar rastro.
- 3 Evas MP fueron destruidos mientras que los 5 restantes lograron escapar y esconderse en alguna parte del mundo.

## Brecha de 3 años
Tras la Batalla de Nerv HQ (The End of Evangelion), ocurren varios eventos clave que, eventualmente, derivan en la historia de Evangelion Anima.
- Apenas concluye la batalla de NERV HQ, Shinji usa a su Eva para recoger el campo de sandías de Kaji con las manos. Se hace implícito que Kaji le hedera a Shinji su huerto.
- Tras la Batalla de Nerv HQ, se construye un domo que cubre el hueco de Geofront y el exterior, a este domo/tapa se le llama el Sarcófago.
- Con la ausencia de Gendo y Ritsuko, Misato Katsuragi y Maya Ibuki se vuelen la nueva comandante de Nerv y jefa de desarrollo de unidades Evangelion, respectivamente.
- Kaji se muda a Europa para trabajar en la rama de Nerv de este continente. No se aclara la situación sentimental de Kaji y Misato.
- Usando los restos de los 3 Evas MP, Nerv fabrica a las unidades Eva 0.0, las cuales son enviadas al espacio para vigilar desde ahí la posible reaparición de los MP Evas que escaparon de la Batalla de Nerv HQ.
- Los 3 clones de Rei que sobrevivieron son renombradas como Cuatre, Qinq y Six (cuatro, cinco y seis en francés). Cuatre es físicamente idéntica a Rei, pero con el cabello plateado, Quiq es uno o dos años mayor a Ayanami, esto es más notorio en su estatura y en el desarrollo de su cuerpo, Six tiene apenas cuatro o seis años. Estos clones no tiene voluntad propia, sino que Rei aprende a proyectar su mente hacia estos clones para usarlos a distancia como extensiones de ella misma. Los clones de Ayanami son usadas como pilotos de la serie Eva 0.0.
- Siguiendo el patrón de nombres en francés, Rei Ayanami es llamada Trois (tres), siendo este el modo en como la mayoría se refiere a ella en las novelas.
- Toji recibe implantes mecánicos para poder llevar una vida normal, sin embargo, los científicos descubre que dentro de él quedaron trazas del ángel Bardiel, por lo que le es prohibido volver a pilotar un Eva. En los eventos de Anima, Toji es el coordinador y asesor de pilotos.
- Aida Kenzuke se distancia de Toji y Shinji al sentirse acomplejado por ser el único que jamás fue elegido para pilotar un Eva. Eventualmente este gana un puesto en Nerv como coordinador del proyecto Eva 0.0, aunque se desconoce hasta que punto está involucrado.
- Tras la Batalla de Nerv HQ, los Evas 01 y 02 sufren cambios en su fisionomía, el 01 pierde su característica joroba, parándose totalmente erguido; mientras que a la unidad 02 se le anchó el pecho y sus muslos se hicieron más torneados, tomando una silueta femenina. Se cree que estos cambios reflejan la personalidad de sus pilotos, ambos siendo más maduros y seguros de sí mismos.
- Aunque no se hace explícito, un diálogo sugiere que Shinji y Asuka han dormido juntos varias veces, aunque nunca se aclara si estos llevan una relación formal o estrictamente casual.
- Tras revelarse que Rei es un clon de la madre de Shinji, seguido de un malentendido entre esta y Shinji, se termina por enfriar la relación entre ambos.
- Shinji se vuelve el nuevo presidente de salón en su colegio, en el mismo grupo están sus compañeros de la secundaria de hace 3 años. Hikari Horaki se vuelve la vicepresidenta del grupo.
- Shinji se muda del departamento de Misato y se va a vivir a solo. No se aclara si Asuka se quedó a vivir con Misato o si esta también se mudó.

## Historia

### Evangelion Anima vol.1
Han pasado 3 años desde que Shinji Ikari salvara al mundo, y aunque los estragos del Segundo Impacto aún son perceptibles en la Tierra, la humanidad, por primera vez en 17 años se atreve a tener esperanza. Para garantizar que los eventos que llevaron a la destrucción de Tokyo-3 no se repitan, Nerv implementa el sistema de vigilancia orbital, en el que la serie de Evas-0.0 vigilan la tierra en un triángulo perfecto viajando sobre el Ecuador.
Por primera vez en 3 años las alarmas suenan en el cuartel de Nerv, alertando que uno de los Eva 0.0 (pilotado por el clon de Ayanami, Rei Cuatre) se salió de orbita y va en caída libre al Sarcófago de Tokyo-3. Rei Trois trata de hacer un neuro-enlace con su clon, pero esta termina catatónica. Shinji y Asuka salen a interceptar al Eva 0.0 en sus Evas 01 Type-F y 02 Type 2. Shinji se coloca en un lago cercano al Sarcófago y Asuka sobre una montaña cercana para interceptar al blanco con un rifle de francotirador. Usando su Campo A.T. el Eva 01 Type-F logra frenar la caída del Eva 0.0 lo suficiente para que esta no represente una amenaza para el mundo, Asuka trata de rematar al Eva con su rifle, pero el Eva 0.0 reacciona y le dispara un rayo gama, Asuka logra esquivar el rayo, pero esta queda fuera de combate. Shinji consigue focalizar el campo A.T. de su Eva y lo proyecta en forma de cilindro causando que el agua del lago se evaporara e inmediatamente se congelara formando una montaña de hielo en la que queda atrapado el Eva 0.0. 
Sin tiempo para respirar, un Angel Carrier aparece y ataca a Shinji con el embrión de Sachiel. El Eva 01 Type-F logra destruir al embrión del ángel, pero el Ángel Carrier se esconde dentro de la montaña de hielo. De pronto reaparece el Eva 0.0, pero este se transforma en un mutante, absorbiendo los componentes del cañón de rayos gama. El Mutant Eva lanza un rayo gama al Eva 01 type-F, perforándolo del pecho y destruyendo la cápsula de inserción, matando a Shinji Ikari.
El Eva 01 es llevado a la segunda jaula del Geofront, la cual no se había usado en tres años. Ahí, Maya y Toji se percatan que el núcleo del Eva emite un brillo perceptible aún con la armadura puesta, además, este parece emitir un ruido que se asemeja al latido de un corazón. Al ver esto, Toji y Maya equipan al Eva 01 con la armadura restrictiva con la esperanza de estabilizar al Eva, el cual comienza a manifestar cambios muy bruscos en su fisionomía, el más notorio es que el núcleo es reemplazado por lo que parece un corazón humano.
Asuka, quien apostó por que Shinji seguía vivo, ayuda a las labores de limpieza de la batalla contra el Mutant Eva. Cuando de pronto aparece un nuevo Angel Carrier. Al ver que no es posible derrotar al Ángel Carrier con armamento convencional, Misato le ordena a Asuka usar la una réplica de lanza de Longinus, dejada por un MP Eva hace 3 años. Asuka ataca a su enemigo con la lanza pero este proyecta en su esfera dorsal al ángel Leliel, tragándose la lanza.
El Eva 01, equipado con su nueva armadura restrictiva comienza a moverse por voluntad propia y sale de la jaula. Al oír sus latidos, el Ángel Carrier escapa de Asuka y corre hacia el Eva 01, pero antes de que pueda hacer algo, el Eva 01 destruye la escama Q.R. Signum del cuello del ángel Carrier acabando con el. "¡Ha nacido el Super Evangelion!" exclama Toji.
Cuando Shinji sale del Super Evangelion, un análisis revela que, en donde debería estar el corazón, Shinji ahora posee un agujero negro. Al mismo tiempo se descubre que el Eva 01 mezcló su núcleo con su órgano S2, tomando la forma de un corazón humano. Después se revelaría que, según un estudio de ADN, el corazón del Eva 01 es, literalmente, el de su piloto. Después de esta "evolución" el alma de Yui Ikari desaparece del Eva.
Shinji se da cuenta de que el Eva se comporta como una extensión de sí mismo, imitando sus movimientos mientras duerme, o activándose solo cuando su piloto se sobresalta. Rei Trois le enseña a Ikari a controlar al Eva del mismo modo que ella controla a sus clones. Sin embargo, Ayanami confiesa que, tras el incidente del Mutant Eva, perdió la capacidad de controlar a sus clones.
Un misterioso ente gigante, el cual Misato llamaría Armaros, aparece en la luna y arroja la lanza de Longinus a la Tierra. Toji consigue despertar a Six, el clon más joven de Rei Trois, y la convence de salvar a la humanidad. Contra todo pronóstico, Six consigue un tiro certero en la lanza, que termina desviándola de su trayectoria, causando que la lanza comience a dar vueltas sobre la Tierra, sin embargo, en el proceso se produjo un destello de luz que convirtió en sal 1.9 millones de personas en Europa, el Norte de África y Rusia. Al ver esta calamidad, Rusia arroja una lluvia de minas N2 contra la lanza, sin embargo, esta rebota la fuerza de choque de las explosiones, matando a miles de rusos. Sin muchas alternativas, Nerv le ordena a Qinq y Six bajar a la tierra. Longinus comienza a viajar sobre la Tierra y a mutar, estirándose, alcanzando varios kilómetros de longitud; se cree que la presencia de la lanza en la órbita terrestre es la que detona decenas de miles de micro temblores en todo el mundo, Nerv calcula que en 6 meses la lanza tocaras sus puntas, cuando eso ocurra será el fin de la Tierra.
Tres semanas después, Shinji se reúne con Rei, la cual lleva un llamativo vestido negro. Rei lleva a pasear al Shinji al mismo lago donde luchó contra el Mutant Eva, Shinji se percata que la actitud de Rei es muy extraña, y lo confirma cuando esta le roba un beso, confesando ser Cuatre, la clon de cabello plateado, la misma que pilota al Mutant Eva, el cual surge del fondo del lago. Sintiendo el temor en Shinji, el Super Evangelion abandona su jaula y corre en dirección al lago. Cuatre confronta a Shinji, le exige que responda por qué la rechazó, confundido, Shinji no sabe como responder y se inicia una batalla entre Evas. Cuatre finalmente explica que la humanidad debió llegar a su fin con el Proyecto de Instrumentalización Humana, pero el haber salvado al mundo solo le traerá un final peor; Cuatre le reclama a Shinji que de haber ocurrido el Tercer Impacto como tuvo que ser, ella y Shinji se abrían vuelto un solo ser. El Super Evangelion consigue someter al Mutant Eva, pero este simplemente de desvanece en el lago sin dejar rastro alguno. 
Misato le ordena a Shinji y sus amigos que salgan a la escuela a retomar su vida cotidiana. A la clase se agregan Qinq y Six, las cuales han manifestado actitudes de personalidad propia distinguiéndolas de su original Trois. Qinq actúa como una mujer mayor, aunque bastante tímida cuando se habla de temas personales. En sus primeros días en el colegio le termina robando el corazón a varios jóvenes, viéndose obligada a rechazarlos; Qinq y Asuka se terminan volviendo mejores amigas. Six por el contrario actúa como una auténtica niña, pese a tener los conocimientos y aptitudes de un joven de 20 años, Six termina desarrollando una relación de hermana menor con Toji.  
Un día sin más, todas las aves del mundo desaparecen. Shinji cree escuchar la voz de Kaworu diciendo que las aves son los únicos seres que pueden migrar entre dimensiones.   
Seguros de que la Luna esconde algún secreto referente a todos los temblores que ocurren en la Tierra, la unidad 02 de Asuka es mejorada con el sistema Allegorica y se lanza al espacio junto con Qinq y un Eva0.0. Al llegar a la estratósfera, descubren que la lanza de Longinos vuela sobre la tierra a 900 metros por segundo y está proyectando un Campo A.T. sobre la Tierra, el cual impide que cualquiera pueda escapar. Sincronizando sus campos A.T. Asuka y Qinq logran abrir un pequeño espacio por el que logra pasar el Eva 02 Allegorica, pero antes de poder pasar el Eva 0.0, Longinos cambia de trayectoria, Qinq y su Eva son alcanzadas y destruidas.  
Shinji y el Super Evangelion son enviados al norte de Japón para tratar con miembros de Rusia en un intento de que el Eva sea usado con fines de labores de rescate, pero de la nada parece un nuevo Ángel Carrier con el embrión de Shamshel, Shinji lo confronta, pero la batalla llega a un anticlimático final cuando el Ángel Carrier es destruido por el Eva Euro II, el cual se sostiene de manera ominosa en el cielo.

### Anima Vol. 2 - The Shadow in the Sky
La Sombra en el Cielo.
Shinji se entrevista con  el piloto del Eva Euro II, quien resulta ser Hikari Horaki, ella revela haber estado en Alemania cuando la luz de Longinus convirtió a su hermana en sal. Tras esta revelación el Euro II comienza a atacar a Shinji, el primero apoyado por unidades blindadas con espejos rectangulares. Shinji trata de contraatacar, pero el Super Evangelion pierde el equilibrio y le es imposible mantenerse de pie; gracias a Toji, Shinji descubre que las unidades blindadas replican el Campo A.T. del Eva Euro II, alterando la gravedad del entorno. El Super Evangelion consigue dar una patada a una de las unidades blindadas y recupera el equilibrio, el Euro II trata de rematar a su oponente con su lanza con punta en forma de cruz, pero el Super Evangelion la intercepta y se la arrebata. Hikari lhuye del lugar. Shinji vuelve a casa con la lanza como botín de guerra, reflexionando que Hikari parecía estar dormida cuando hablaron. 
Mientras Shinji y Hikari luchaban, una flota formada por decenas de miles de aeronaves europeas cruzaron el mar con la intención de invadir Japón, sin embargo, el plan fracasó gracias a una lluvia de langostas, las cuales derribaron a los aviones que se rehusaron a dar la media vuelta. En un acto de buena fe, Toji ordena que los pilotos sobrevivientes que llegaron a Japón sean repatriados.
Aida Kensuke y Rioji Kaji exploran el cuartel abandonado de SEELE, en el que Keel Lorenz y sus compañeros conspiraban para el desarrollo del Proyecto de Instrumentalización Humana. Kaji llega a la conclusión de que, para haber llegado al secreto mejor guardado del mundo Kensuke seguramente intercambió la locación del cuartel a cambio de los datos del Eva-02 Allegorica. En el centro de una mesa descubren los característicos lentes de Keel Lorenz, Kaji los usa y descubre que es capas de ver el pasado de los mundos que precedieron al actual, antes de perder la razón, Kaji descubre que el primerísimo portador de los lentes de SEELE fue el mismísimo Noé. 
Asuka consigue llegar a la Luna, solo para comprobar que, mientras la Tierra se encogía con cada microsismo, la Luna se expandía, Aunque no es visible de cara a la Tierra, el lado oscuro de la Luna revela que de ella han comenzado a surgir océanos de lava. Apenas poniendo un pie sobre la superficie lunar, el Eva 02 Allegorica es atacado por un Angel Carrier con el embrión de Arael, anticipándose al ataque psicológico del ángel, Asuka se esconde en la circunferencia de la Luna, usando una mina N2 que Shinji y Toji le consiguieron de contrabando Asuka logra derrotarlo destruyendo la mitad inferior del Ángel Carrier y después usando una espada para cortar las escamas Q.R. Signum de los hombros. Decidida a no dejar la Luna hasta tener respuestas, el Eva 02 Alegórica comienza su marcha hacia el punto central de la cara luminosa de la Luna. 
Todos los días Shinji aborda el Super Evangelion con la esperanza de contactar a Asuka y confirmar que sobrevivió al ataque de la lanza de Longinus, ahora referida como el anillo de Longinus. Para mantener ocupado al tercer elegido, Maya involucra a Shinji en su proyecto de los alerones Vertex para permitirle al Super Evangelion la capacidad de volar. El gran día del primer vuelo, Shinji y Maya abordan la cabina del Eva, pero sin darles tiempo de reaccionar el Super Evangelion comienza a flotar solo, desesperado por aderirse a lo que sea para prevenir salir volando, Shinji toma la lanza del Eva Euro II; la razón del comportamiento del Eva se revela cuando descubren al Mutant Eva parado en la cima del Sarcófago. Shinji escucha la voz de Kaworu, el cual le advierte que al hombre se le tiene prohibido volar. 
Súbitamente aparecen 2 Evas negros, cada uno con una ala amorfa como las de Armaros, nombrados por Nerv como Victor, los cuales se unen y crean un portan del que emergen tres Ángel Carrier con alas; el primero revela tener el embrión de Zeruel con el que destruye una montaña en la que se escondía una torreta lanzamisiles lista para interceptar a los recién aparecidos. El Super Evangelion no consigue dejar de dar vueltas en el aire, al verse incapaz de controlar el vuelo de su Eva, Shinji le pregunta a Maya: qué parte del cuerpo representan los alerones Vertex, ¿los brazos o piernas? Maya queda perpleja por la pregunta, y antes de poder ofrecer una respuesta son alcanzados por un rayo de Zeruel, tras la sacudida Maya se da cuenta de que Shinji no mueve un solo músculo para controlar al Super Eva Vortex, e incluso la voz de Shinji se emite a través de las hidrobocinas de la cabina. Con una velocidad descomunal, el Super Eva Vortex le arranca la cabeza de una patada al Ángel Carrier de Zeruel, el embrión trata de contraatacar con sus listones metálicos, pero Shinji los esquiva y lo remata.  El segundo Ángel Carrier es alcanzado por el rayo positrónico del Eva 00 Type F, pilotado por Six, derribándolo sin siquiera darle tiempo de revelar que ángel guardaba. El tercer ángel Carrier ataca a Shinji con los lazos en espiral del ángel Armisael, pero el Super Eva Vortex logra detectar y destruir el núcleo del ángel escondido en los lazos, sacrificando la lanza del Euro II, y despedaza las escamas Q.R. Signum del Ángel Carrier con las manos desnudas.
Mientras Shinji y sus atacantes luchaban, Cuatre hace que su Eva absorba al Ángel Carrier abatido por Six, dándole al Mutant Eva unas alas negras y la capacidad de volar. Six trata de atacar a Cuatre, pero esta es detenida por Toji, quien se percata que en la mano del Eva va Misato, confundidos por esta revelación, el Mutant Eva se da a la fuga cruzando el portal que los Victor abrieron. 
Asuka logra llegar a su destino, descubriendo que Armaros levanta una colosal esfera cuya dimensión es equivalente a la doceava parte de la Luna, con esa esfera Armaros golpea la superficie de la Luna y detona un impresionante terremoto. Asuka se da a la fuga sin comprobar si Armaros no la vio o simplemente la ignoró. Esperando conseguir una respuesta entendible a la situación, Asuka ahora viaja al punto central del lado oscuro de la Luna. Allá se topa con una estructura que aparenta estar hecha de cristal, formada por figuras cuadradas, en la que se ve como de la sima desciende el embrión del ángel Sandalfon, de la superficie donde aterrizó el ángel aparecen 4 Ángel Carrier alados, mismo que se vuelven a sumergir en el suelo. Asuka entra al edificio en el que descubre cientos de miles de siluetas humanas y de animales, desde dinosaurios marinos hasta bestias contemporáneas. Una voz inconfundible (aunque no se explica quien habla) le explica a Asuka que el edificio era el Arca de la Luna, en donde se guardan las almas de los habitantes del mundo sometido a la última Instrumentalización humana. Asuka es bruscamente devuelta a la realidad cuando Armaros la saca del arca de un jalón. Asuka trata de contraatacar a su enemigo, pero el Eva 02 comienza a sufrir una transformación muy agresiva a causa de todas las almas que absorbió durante su estadía en el arca. El Eva 02 adopta una figura reminiscente a un gorila y se lanza contra Armaros guiado únicamente por el instinto salvaje, Armaros atrapa al Eva y se sumergen en el suelo como si fuera agua. La última palabra que consigue pronunciar Asuka antes de perder la cordura es: ¡Nein! 
Al no tener un comandante en Nerv, Toji busca a Fuyutsuki, el cual se había escondido en una antigua propiedad de la escuela a la que asistían Shinji y sus compañeros. Fuytusuki le confiesa a Toji que si la solicitud de reclutamiento hubiera llegado de Misato o Shinji, este la habría rechazado. Al llegar a Nerv, Fuyutsuki admite que parte del porqué se reusaba a volver a NERV era porque temía que Shinji siguiera los pasos de su padre, pero su corazón da un salto de júbilo al ver que el tercer elegido era más parecido a su madre, tanto en apariencia como en carácter. Pronto Toji y Fuyutsuki desarrollan una singular amistad formada por el optimismo de un joven y el cinismo de un viejo. Rei Trois, quien parece haber absorbido la personalidad de Qinq se hace más cercana a Shinji, sin embargo este no puede dejar de pensar en Asuka y su silencio, así, los dos crean un plan para fugarse y buscar a su amiga. 
Después de atravesar el túnel cuántico, Misato y Cuatre con su Mutant Eva llegan a la isla de Chipre, en el Mar Mediterraneo, donde son recibidas por Kensuke y Kaji, ahora controlado por SEELE. Misato se percata que mientras estuvieron en el túnel apenas sintieron el paso de unos segundos, pero que para el mundo entero debieron ser días. Misato nota que a los alrededores de la isla parece haber cientos de gigantes de piedra rodeando un edificio similar al Arca de la Luna. Kaji le rebela a  Misato que los gigantes fueron los Evangelion del mundo anterior al actual, en el que los gigantes lucharon a muerte hasta que solo uno quedó de pie. Cada 4,400 años el mundo llega a su fin y cambia lugar con la Luna como la nueva protagonista del siguiente escenario del Proyecto de Instrumentalización Humana, la Tierra será el satélite de la Luna, la cual actuará como nuestro nuevo planeta madre. La charla de SEELE se ve interrumpida por la aparición del Eva Euro II en la costa de Europa, Kaji y Cuatre salen a encarar al intruso. 
Los gemelos Victor reaparecen y abren otro portal del que emergen 4 Ángel Carrier con alas. Shinji y Trois, a bordo del Super Eva Vortex salen volando con la intención de cruzar el portal. El primer Ángel de este grupo rebela al embrión de Sandalphon y le escupe bolas de fuego, las cuales Shinji detiene con una sola mano, el segundo Ángel Carrier expulsa de su esfera las gigantescas fauces del ángel Gaghiel con las que engulle al Super Eva Vortex, pero este logra salir de ahí destrozando al ángel. Sandalphon hace un último intento por frenar a Shinji, pero este destruye a su Ángel Carrier, más no destruyendo al ángel. Los Ángel Carrier restantes van tras Shinji y Trois, los cuales consiguen cruzar el portal, cerrándose tras ellos. De una pared del Geofront emerge Sandalphon totalmente desarrollado, cuyo calor comienza a derretir la piedra de su alrededor. Six con el Eva 00 Type F trata de encararlo, pero el ángel demuestra ser muy hábil para el Eva y comienza a jugar con Six. Fuyutsuki le sugiere a Toji un cambio de paisaje en el Geofront, a lo que Toji queda perplejo por la propuesta, pero termina aceptando al ver que la vida de Six corre peligro, Toji le ordena concentrar su fuego en un punto muy específico del Geofront, Six obedece y dispara, de pronto la pared del Geofront se rompe y de ella sale un rio de agua, el ataque de Six creó un túnel que conecta directamente con el lago que rodea a Tokyo-3. El Geofront queda totalmente sumergido en el agua y Sandalphon se desintegra ante el cambio tan brusco en la temperatura. 
Dentro del túnel cuántico Shinji lucha contra los Victor y los Ángel Carrier, al igual que ocurrió en la batalla anterior, Shinji se sincroniza al máximo con su Eva y comienza a moverse a gran velocidad consiguiendo acabar con sus enemigos, dejando atrás solo a un Victor. Al salir del túnel, Shinji y Trois consiguen ver en el horizonte a Misato y a Kensuke. Al llegar descubren que a Kensuke le falta el brazo derecho, pues este se le convirtió en sal al tratar de tocar el arca. Rei se baja del Eva para tratar de rescatar a Misato. Pero de pronto aparece Armaros, con una sola ala. Shinji se llena de rabia al ver a Armaros en la Tierra, pues eso implicaría lo peor para Asuka, el Eva manifiesta la cólera de Shinji desprendiendo fuego del pecho, literalmente, y se lanza contra Armaros. Mientras Cuatre y SEELE luchan contra el Eva Euro II, Cuatre se mofa de Shinji, preguntándole que significaba la segunda elegida para él, o si ese era el mundo que tanto anhelaba, pero al sacar esas emociones de su ser, Cuatre súbitamente pierde la voluntad de luchar y entra en trance, perdida en sus pensamientos, SEELE se deshace de ella y continua la lucha contra el Euro II. 
Mientras Shinji y Armaros combaten, Misato le pide ayuda a Trois, ya que el poder del arca parece repelerlos, pero Rei no puede sentir dicho rechazo, Trois cree que no vale nada para el arca y simplemente se marcha dejando a Misato y Kensuke en el lugar. 
Armaros consigue someter al Super Evangelion y con un movimiento apunta hacia el cielo, hacia el anillo de Longinus. De pronto, la lanza quilométrica atraviesa del pecho al Super Evangelion, y aunque la lanza se movía a 900 kilómetros por segundo, le toma más de 15 minutos completar su paso por el pecho del Eva. Shinji solo puede gritar en agonía e impotencia, suplicando que le regresen a Asuka. Cuando la lanza completa su recorrido el norte de Australia, de donde salió el otro extremo de la lanza, queda pulverizado. El espejismo que proyectaba el anillo de Longinus desaparece revelando la situación real de la Luna y que esta se está creciendo y acercándose a la Tierra, detonando pánico a nivel mundial.  Armaros desaparece, y con él el arca.  
Sin los efectos del arca presentes, Kensuke se logra reincorporar y le da a Misato una barra de metal, asegurando que eso fue lo que lo salvó de convertirse completamente en sal, Kensuke se va no sin antes mencionar al final que el metal era llamado en el pasado como oricalco. Misato va tras Kensuke, pero le pierde la pista, sin embargo, cubierta por arena blanca, descubre a Rei, pero al desenterrarla se da cuenta de que es Cuatre, la cual se encuentra catatónica. Misato la levanta y la lleva a la costa sur de la isla, de cara a África. Al llegar ahí, descubren que la batalla entre el Mutant Eva y el Eva Euro II ya había concluido hace tiempo. Misato y Cuatre son rescatados por soldado de la alianza Europea, en agradecimiento por el gesto de buena fe que Toji tuvo con ellos días atrás. 
Hikari, quien ahora tenía el control total de su Eva se acerca al cráter en donde se encontraba hasta el fondo el cuerpo del Super Evangelion, ahí descubre que la lanza le arrebató el corazón al Eva, sin una mejor idea para salvarlo, Hikari le arranca a su Eva una de las escamas Q.R. Signum y se la incrusta al Super Evangelion en el hueco dejado por la lanza, la escama comienza a mutar y esta cubre el hueco del torso.
Shinji consigue recuperar la conciencia y ve en la lejanía del cementerio de Evas a un gigante marrón, Hikari le ordena que valla tras ese gigante. Al correr, cada paso que da el gigante, este va despidiendo el alma de toda clase de animales, los cuales emergen de los cuerpos de los Evas fosilizados, desde trilobites hasta dinosaurios cuello largo, todos de tamaño descomunal. tras correr hasta la puesta del sol, todo el barro del gigante se cae, rebelando a un Eva innegablemente femenino, con armadura carmesí y piel rosa, con el rostro expuesto pero con los ojos cubiertos y de cabello blanco, Shinji le extiende la mano y llama al gigante Asuka, el gigante rojo encara a su perseguidor y los 2 se toman de la mano.

### Anima Vol.3 - Armageddon, All Over Again
De nuevo el Armagedón.
Han pasado unos días desde que el gigante negro Armaros hiciera acto de presencia en la Isla de Chipre. Las fuerzas armadas europeas ayudan a la reparación del Super Eva. Debido a la escama Q.R. Signum, el temor de que el Eva se torne contra la humanidad se acrementa, por lo que Misato da la orden de reparar al Super Evangelion, pero solo darle armas de combate a corta distancia. Maya obedece, sin embargo desaprueba la falta de confianza mostrada hacia su propio compañero, por lo que, sin autorización de Misato, le da al Super Eva 2 cuchillas prototipo capaces de cortar el Campo A.T.
Toji vuela desde Japón para conseguir una entrevista en privado con Hikari, la cual explica haber sido controlada por el Dummy Plug mientras pilotaba al Eva EURO II, sin embargo, durante la batalla contra el Mutant Eva, lo que ella cree ser el alma de la madre de Asuka, intervino y la salvó. Toji le suplica volver con ella a casa, pero Hikari asegura no poder hacerlo por tener cuentas pendientes (sin confesar que la razón de fondo es porque ella “necesita” pilotar al Eva). Para asegurarle a su viejo amigo que volverá a Japón, Hikari le entrega a Toji un cilindro con los restos de su hermana convertida en sal.  
Se disparan las alarmas que pronostican un terremoto devastador para la Isla de Chipre, todo el personal sube a los barcos para escapar del movimiento telúrico. Shinji trata de escapar volando con su Eva Vortex, pero descubre que, por culpa de la escama Q.R. Signum, no puede proyectar un Campo A.T. para activar los alerones Vertex; Sin embargo, Crimson A1, el humano/Eva híbrido producto de la fusión de Asuka y su Eva-02, se acercan y le extiende la mano al Super Eva, Shinji recuerda el gesto de Asuka de aquella vez en la que fueron por primera vez al mar y Asuka le enseñó a nadar en las olas. El Crimson A1 se lleva al Super Eva volando en dirección a Japón. El terremoto destruye toda evidencia de los gigantes de piedra y hunde a la isla.
Mientras la flota aérea de NERV sigue al Crimson A1, Ayanami se arroja de uno de los aviones, Shinji se desprende de Asuka y se arroja a salvarla con su Eva. Al momento de tomarla se abre un túnel cuántico que transporta al Eva hacia un páramo desértico. Shinji descubre que a quien salvó no fue a Rei Trois, sino a Cuatre (Misato no le dijo que Trois se perdió en la Isla de Chipre durante el combate contra Armaros). Shinji comienza a explorar la zona, pero descubre que el Sol se encuentra en un zenit permanente. Shinji escucha la voz de Kaworu, quien lo felicita por no haber renunciado a su envase humano, aunque las circunstancias actuales no ameritan un festejo, Shinji pide respuestas, pero Kaworu continúa hablando, le comenta que Shinji debía ser el actor principal de la obra, pero en vez de eso se ha postrado en las tramoyas; La voz de Kaworu se despide asegurando que tiene grandes expectativas. 
Al poco se aparece el Mutant Eva con Kaji y ahora con Rei Trois como el piloto del Eva. Mientras el Super Evangelion esquiva los disparos de su atacante, Kaji le explica a Shinji que aquel mundo donde se encontraban no era la Tierra, sino el planeta natal de la humanidad, el llamado “Corazón de la Manzana”, o Edén. Kaji revela que este planeta se oculta tras el Sol, rotando a la misma velocidad de la Tierra; dentro de poco la Luna y la Tierra colisionarán, y en ese beso planetario la Luna le quitará toda su agua a la Tierra, produciendo el fenómeno conocido como Diluvio Universal. El Mutant Eva se retira
Cuatre, quien se encontraba catatónica desde la Isla de Chipre, despierta durante el combate contra Kaji y llega a la conclusión de que SEELE debe tramar algo, o de lo contrario no habrían dado tanta información. Obligados a trabajar juntos, los dos acuerdan viajar del otro lado del Corazón de la Manzana para averiguar más. Gracias a las lecciones de vuelo del Crimson A1, Shinji consigue hacer volver a volar a su Eva. En el camino, Cuatre y Shinji descubren que el planeta tenía forma de una manzana devorada hasta el corazón, siendo el centro del planeta un océano redondo y gigantesco. Al llegar al otro lado del mundo por fin encuentran vegetación, árboles a la orilla del planeta y hongos luminosos.
Shinji descubre unos rieles de tren, al pisarlos se ve a sí mismo dentro del vagón de un tren, en el asiento del conductor descubre a Gendo Ikari, Shinji se siente invitado a sentarse junto a su padre, pero antes de hacerlo es detenido por una Ayanami, Qinq, la cual logra evitar que Shinji se quede en el tren. Mientras Cuatre trate de despertar a Shinji, este oye las palabras de Qinq, pidiéndole que, independientemente de lo que vivan, se vuelvan a ver. Ya despierto, Shinji y Cuatre comen una fruta extraña de color rojo.
Hacia el centro de la otra mitad del Edén, descubren un árbol al menos 5 veces más grande que un Eva, y descansando sobre una raíz, encuentran a un Angel Carrier con alas, ahora referido como modelo 3, con el ángel Leliel, Shinji recuerda que este ángel le arrebató la copia de la Lanza de Longinus a Asuka en la batalla del Sarcófago.
Kaji y Rei Trois llegan a donde se encontraba inerte el Angel Carrier, y al tratar de retirar la copia de la Lanza de Longinus, del núcleo del ángel Leliel emerge el Super Eva en una emboscada, usando su cuchilla logra cortar el láser de positrones del Mutant Eva, obligando a Kaji a retroceder. Shinji logra salir del ángel con la réplica de la lanza de Longinus. El Angel Carrier se reactiva y comienza a atacar tanto al Super Eva como al Mutant Eva. 
En la batalla, se hace un diálogo entre las hermanas Rei y Shinji. Revelando que el punto que enfrió la relación entre Ayanami y este, fue cuando Shinji le regaló un vestido negro a Rei, el color favorito de Yui Ikari, Trois creyó que Shinji buscaba que ella tomara el rol de su madre; en medio de la discusión aparece el origen del problema, que Trois se percibe como alguien sin personalidad, un vil títere sin titiritero. Cuatre explica que, de algún modo, SEELE manipuló a las hermanas Ayanami para que le robaran su esencia a Trois: Six se quedó con la inocencia, Qinq con el amor, pero Cuatre se quedó con el miedo; Cuatre admite tener temor todo el tiempo, miedo a la soledad, pero al mismo tiempo miedo a interactuar con otros, Shinji le confiesa que él pasó por lo mismo cuando era más joven. 
Shinji aprovecha una ventana en la batalla en la que consigue arrojar al espacio la copia de la Lanza de Longinus, pero Kaji ve la trampa y predice que la lanza será interceptada por la gravedad misma de la Tierra. El combate concluye cuando Shinji derrota al Angel Carrier. Shinji y Kaji se muestran confundidos al ver que las Ayanami no tiene intenciones de luchar entre ellas, sin dar explicaciones, las Rei cambian de lugar, Trois sube al Super Eva con Shinji y Cuatre regresa al lado de Kaji como la piloto original del Mutant Eva. 
Ha pasado medio meses desde que Shinji, Cuatre y el Super Eva desaparecieran en el túnel cuántico. El Anillo de Longinus está a un tercio de su recorrido de unir sus extremos. El terremoto de Chipre causó desastres a nivel mundial. Apenas llega Misato a Nerv HQ, Fuyutsuki y Toji le tienen que explican que el agua que inunda al Geofront no fue causa del terremoto sino del combate de Six contra Sandalphon. Nerv se prepara para mejorar a la unidad 00 Type-F con el sistema Allegorica. Six conoce y se hace amiga de Mari, la niña piloto del Evangelion americano Wolfpack. El Crimson A1 ayuda a Maya a probar una nueva arma positrónica con forma de arco, la cual nombra Maya como Azumaterasu, provocando más de una carcajada de parte de Toji; los asistentes preguntan en qué momento Maya desarrolló tan peculiar arma, esta admite que ella no fue la creadora, sino que el arco fue encontrado en el fondo del lago de Hakone, epicentro de la primera batalla entre el Eva-01 Type F, el Mutant Eva y el primer Angel Carrier. De pronto emergen raíces negras que envuelven al híbrido de Eva/Asuka y la sumergen en la tierra sin dejar rastro, Maya nota que Asuka no opuso resistencia.
En Nueva Zembla, Rusia, las fuerzas de ese país y Europa se preparan para lo que será “la batalla final” contra Armaros. Al lugar arriban el Eva Euro Heurtebize, ahora mejorada con un cañón de positrones, y el Wolfpack. Para llamar la atención de Armaros, pretenden replicar el eco del corazón del Super Evangelion, pero en vez de llamar al gigante negro, aparece el Victor sobreviviente a la batalla del túnel cuántico, este Victor, ahora llamado Torwatcher por los europeos, lleva en su pecho el corazón del mismísimo Super Eva y es capaz de producir latidos aún más ensordecedores que los replicados por el Euro Heurtebize.
Gracias a un ataque combinado, la armada europea y el Euro Eva logran arrancar las piernas y brazo del Torwachter, sin embargo, este logra permanecer erguido gracias a que se sostiene sobre su ala amorfa. Del otro extremo del ala, aparece el Crimson A1, la cual se desprende y ahora carga su propia ala amorfa. Apenas aparece Asuka se abre un túnel cuántico del que emergen 7 Angel Carrier Modelo 3. El Wolfpack logra acabar con 2 de los 7 gigantes blancos gracias a un nuevo misil con tecnología N2, todos los Angel Carrier se concentran en destruir al Wolfpack, dejando escapar a Hikari y su Eva. El Crimson A1 se queda cuidando al Torwachter.
Toji, quien sobrevuela la zona de batalla es alcanzado por un escombro y se precipita, pero es rescatado por Asuka, quien además retira la cabina para asegurarse de que su amigo estuviera a salvo. Toji se percata que el Crimson A1 no ha “traicionado” a la humanidad, sino que esta cree que el Torwachter es Shinji al percibir su corazón.
El Super Eva emerge de un túnel cuántico en el peor momento de la batalla, siendo alcanzado por los disparos de la armada euro/rusa al confundirlo con un enemigo; apenas saliendo del túnel cuántico Shinji es atacado por un Angel Carrier con el embrión de Arael, el cual logra acabar sacrificando una de sus cuchillas anti-A.T. El Torwachter y el Crimson A1 se retiran. Los 4 Angel Carrier restantes aprisionan al Super Evangelion y al Wolfpack en una pirámide de energía; ahí mismo Shinji se percata que es capas de comunicarse con su corazón dentro del Torwachter. Shinji logra despertar nuevamente el potencial completo del Super Evangelion Vortex al acceder a su corazón, aún si este se encuentra en un plano material distinto.
Los Angel Carrier revelan llevar a Sachiel, Ramiel, Sandalphon y Zeruel; Dentro de la pirámide, los Angel Carrier duplica su tamaño, volviéndose colosales. Mari consigue someter a 3 de sus enemigos proyectando 20 auras con forma de lobo, con los que logra triturar a sus agresores, de los restos Mari consigue una escama intacta y hace que su Wolfpack la trague, otorgando la capacidad de disparar rayos por la boca. Shinji logra someter al Angel Carrier de Zeruel, sacrificando su última cuchilla experimental.
Con la pirámide de luz colapsando, y probablemente a causa de la escama Q.R. Signum absorbida por el Wolfpack, Mari pierde la cordura y ladra como un perro, el Wolfpack corre desenfrenado hasta que las fuerzas armadas le pierden la pista, Estados Unidos se quedó sin su Evangelion. Shinji escucha a su corazón pedirle que se vuelvan a encontrar, Shinji asiente y le pide a su corazón que cuide a Asuka.
Toji es rescatado por los médicos de la armada europea y descubre que su brazo robótico ha sido cambiado por el brazo orgánico que perdió contra el ángel Bardiel 3 años atrás. Kensuke se aparece y le confiesa a Toji que el brazo no lo perdió durante la batalla de los Evas 01 y 03, sino que, al ver que Toji tenía trazas del ángel en su interior, le amputaron el brazo para poder estudiarlo. Toji le exige respuestas, pero Kensuke se retira asegurando que necesita conservar su fachada misteriosa. Toji deduce que los responsables de esto quieren ver el resultado de rearmar su cuerpo, el cual tiene trazas de Bardiel.
Shinji sueña con Kaworu, el cual termina de explicar a que se refería con lo de no abandonar su envase humano: cuando Shinji luchó contra Armaros en Chipre, el Super Eva expidió fuego del pecho, esa flama era el alma de Shinji a punto de salir disparada, involuntariamente Armaros salvó a Shinji al robarle el corazón a su Eva. Cambiando radicalmente el tema, Kaworu dice que el primer error del hombre fue confiar en la "hermosa imitación", Eva. Al ver la confusión de Shinji, Kaworu ahonda más, diciendo que los errores se repiten ya que ahora Shinji había decidido darle su corazón a una kitsunebi -espíritu de fuego con forma de zorro-, Shinji le advierte que si Asuka lo escuchara lo mataría, pero Kaworu se va señalando que Asuka no es la imitación. 
Al llegar a casa, Shinji y Trois son estudiados para descartar agentes contaminantes provenientes del Corazón de la Manzana. Al lugar llega Fuyutsuki para poner al día a los jóvenes sobre la situación actual dando 2 noticias, la primera, Six desapareció mientras el Eva 00 Allegorica se dirigía a Rusia, la segunda, la esfera que se formó alrededor de Lilith, y en la que quedaron atrapados Ritsuko y Gendo, simplemente desapareció. Trois tranquiliza a Shinji sobre la desaparición de Six, comentando que solo está dormida y cuando despierte llamará a casa o tratará de volver sola.
Para alivianar las tensiones, Toji organiza una fiesta de okonomiyaki en la terraza del comedor del cuartel de Nerv. Sin embargo, el ambiente festivo se termina cuando llega Misato con un proyector, junto con Maya y varios científicos al lugar. Sin dejar de comer y beber, Misato proyecta imágenes captadas por el Super Evangelion en su recorrido por el Corazón de la Manzana. Los ánimos de la reunión se tensan cuando Maya revela de golpe que Armaros estuvo debajo de Nerv HQ y nadie se dio cuenta. Rei, sin inmutarse, afirma que Armaros fue el responsable de desaparecer la esfera de Lilith. Mientras todos los presentes tratan de teorizar el propósito de esta acción, Shinji y Fuyutsuki llegan a la misma conclusión y explican que Armaros debió llevarse a Lilith para reanudar el Proyecto de Instrumentalización Humana en la Luna. Toji señala que la prioridad es ir a la Luna y traer de vuelta a Lilith. Todos los presentes observan con pesar a la Luna mutante emergen desde el horizonte.

### Anima Vol.4 - Apocalypse Now
Apocalipsis ahora.
Shinji se levanta temprano pasa salir a regar su cultivo de sandías, solo para encontrar un cráter en su lugar, Rei Trois lo alcanza y le informa que Six movió la hortaliza con su Eva antes de salir a Nueva Zembla. Al encontrar su campo de sandías, Shinji descubre que Six cuidó mucho mejor que él a las sandías, logrando que estas crecieran grandes y jugosas. Toji llega al lugar para informar que, desde ese día, Rei Trois será designada como la piloto del Eva-0.0 anteriormente pilotado por Six.
Mientras Six viajaba a Nueva Zembla a bordo del Eva-00 Allegorica, su cabina se puso totalmente oscura, percibiendo únicamente el sonido de una parvada de aves. Six nota como súbitamente la invade el hambre, viéndose obligada a tomar un tubo de proteína antes de su destino, cuando la energía vuelve a su Eva, Six descubre que en el buzón de mensajes hay más de 140 mil correos de Nerv solicitando que se ponga en contacto con la base; Peor aún, Six descubre que ahora se encuentra sobre el lado oscuro de la Luna. Los radares detectan la aproximación de un objeto hacia la Luna, tratándose de la copia de la lanza de Longinus que Shinji arrojó al espacio durante su estadía en el Corazón de la Manzana.
Shinji y Trois suben al espacio para la reactivación del motor S2 del Eva-0.0. Temiendo que Rei pudiera perder el control al quedarse sola, como ocurrió en la Isla de Chipre, esta lleva un nuevo Plug Suit con fragmentos de oricalco distribuidos a lo largo del traje. Una súbita erupción volcánica en la Luna hace que un fragmento de 430 kilómetros sea disparado al espacio, con dirección al planeta azul. Kaji/Seele y Cuatre observan desde la cabina del Mutant Eva al fragmento de la Luna. Cuatre asume que Seele debió causar la separación de la Luna para que esta intercepte la lanza y no regrese a la Tierra, pero se pregunta cómo logró tal hazaña.
En Alemania aparecen los Torwachter A1 y B (Crimson A1 y el Victor con el corazón de Shinji, respectivamente). Hikari asegura que Asuka solo quiere reencontrarse con su madre. Al encontrarse frente al Euro Eva, Asuka trata de tocarlo, pero ella y el Victor voltean de pronto al norte y se dirigen a dicha dirección. 
Mari, quien escapara de Nueva Zembla al perder la cordura, con el Evangelion americano Wolfpack, llega a Noruega desde el mar. Entre sus pensamientos incoherentes resalta su voluntad de ser como el Crimson A1, un ente que, pese a haber absorbido el alma de incontables bestias salvajes, no perdió su figura humana. Antes de siquiera poder reaccionar a la llegada de los Torwachter, el Wolfpack sale disparado y, de alguna forma, aterriza sobre el fragmento de la Luna en camino a la Tierra. Apenas recuperando el equilibrio para sostenerse, Mari se percata que se encuentra rodeada por cuatro Angel Carrier. Mientras Six planifica la forma de interceptar la copia de Longinus, recibe la señal de Mari, por lo que decide ir hacia su posición.
La lanza entra de golpe en el fragmento de la Luna, levantando una cortina de polvo que Mari aprovecha para tomar la lanza y acabar con uno de los Angel Carrier. Six llega a donde Mari, solo para descubrir que los Torwachter observan la pelea desde la lejanía. Six, quien no estaba al tanto sobre el cambio de bando de Asuka queda confundida al ver al Crimson A1 junto a un Victor, dicha confusión de incrementa al ver como Asuka simplemente saluda a Six con un movimiento de manos. Mari solo puede pensar en devorar a Asuka: “¿Me pregunto si su sabor será como el habanero?” se cuestiona.
El Super Eva regresa a la Tierra, pero este aterriza de manera estrepitosa. Shinji de pronto puede verse a sí mismo como si fuera el Torwachter B, sin embargo, su percepción de la realidad se altera, viendo al Crimson A1 y al Wolfpack como Asuka “vistiendo el viento rojo” y a una serpiente de 20 cabezas, respectivamente. El Super Eva corre y destroza las puertas de su jaula para sacar al Azumaterasu (el arco que el Crimson A1 trató de probar antes de desaparecer). El Eva apunta hacia el fragmento de la Luna y dispara un poderoso rayo de color arcoíris. El proyectil impacta y consigue vaporizar una porción importante del fragmento.
La salida del rayo causó estragos importantes en la Tierra, por unos instantes la gravedad dentro y sobre el Sarcófago y los cuarteles de Nerv se invirtió, haciendo que Tokyo-3 sufriera graves daños. Fuyutsuki se aterroriza al ver que el número de muertos supera los dos dígitos, y que el número de desaparecidos era casi el doble. Sobre Japón se formó un agujero en la ionosfera y se condensaron nubes sobre toda Asia, creando una gruesa capa de nubes que cubre casi la mitad del planeta. Sobre Tokyo-3 comienza a caer una lluvia histórica. El Super Eva se convirtió en sal y se pulverizó bajo su propio peso. El Azumaterasu simplemente desaparece. Misato decide nombrar al fragmento lunar como Yomotsu.
Mari continúa su lucha contra los Torwachter mientras los Angel Carrier se concentran en el Eva-00 Allegorica. Un Angel Carrier rebela contener al ángel Sahaquiel y expande de su espalda 2 alas de mariposa, cada una de 1200 metros. Trois, quien vigila desde el espacio cualquier posible fragmento que pudiera entrar a la Tierra descubre, gracias a las alas de Sahaquiel, que Six y Mari están vivas luchando sobre Yomotsu; sin esperar una orden de Nerv, sobre carga su rifle de rayos gamma y dispara contra Sahaquiel destruyendo la mitad de su Angel Carrier junto con una de sus alas.
En la Tierra, usando el cráter dejado por la ausente esfera de Lilith bajo Nerv HQ, Maya improvisa un acelerador de partículas usando como materiales una de las hachas de un Angel Carrier de Rusia y la escama Q.R. Signum del Super Eva. Al no contar con 4 hachas no es posible replicar la pirámide de luz de Nueva Zembla, por lo que Maya opta por usar el acelerador para que la única hacha gire sobre su circunferencia, logrando así una figura cónica con la escama como punta. Misato teme que, al no haber Evas en la Tierra cualquier cosa podría pasar, pero al final deja proseguir a Maya, aceptando que de igual forma el mundo se acabará si no hacen algo.
El Torwachter consigue arrebatarle la lanza a Wolfpack, con la cual logra mantener a raya a las proyecciones de lobo haciendo que desaparezcan apenas tocan la lanza; Sin embargo, Mari consigue rebasar al Torwachter y el Wolfpack alcanza al Crimson A1, mordiéndole el hombro, en dicha mordida el Wolfpack absorbe numerosas almas de animales del Arca. A causa de esto, el Crimson A1 recupera la conciencia y Asuka vuelve a despertar, por puro instinto llama al Torwachter como Shinji, haciendo que este también recupere la conciencia.  
Mientras Trois vigila desde lejos la batalla, el brazo izquierdo de su Eva es incrustado por una escama Q.R. Signum, la cual llegó desde Yomotsu; casi de inmediato llega Hikari con su Eva Heurtebise, el cual ahora lleva un nuevo rifle experimental, conectado a la hombrera. Usando dicha arma, llamada el Espinazo del Diablo, y con el consentimiento de Trois, Hikari absorbe la escama Q.R Signum, llevándose parte del brazo. Europa propone cambiar la denominación del Eva de Rei, renombrándolo Magus. 
El aniño de Longinus cambia su trazo y dibuja un patrón de moño haciendo que sobre el Pacífico aparece un globo visor que permite ver todo lo que ocurre en la Luna.
Desesperado por quitarse de encima a la jauría de lobos fantasmas, Shinji arroja la lanza hacia Mari como una distracción, tomando a Asuka, Shinji da un salto tratando de escapar de Yomotsu en un intento de llegar a la Luna. Cuando Shinji cree haber tenido éxito este frena su avance de golpe al comprobar que su ala amorfa estaba conectada al suelo de Yomotsu, el ala que había logrado estirarse 10 kilómetros comienza a compactarse, regresando con fuerza a Shinji y a Asuka al fragmento lunar. Aturdidos por el impacto Mari aprovecha para llevarse a Asuka y usando a sus lobos somete a Shinji para que la deje devorar a su presa. Shinji alcanza a escuchar a Kaworu, quien le pregunta qué lo mortifica, después de todo los animales comen para crecer y multiplicarse. Shinji responde furioso que Mari podría ser mejor después de lo vivido en Nueva Zembla, Kaworu prosigue su discurso: “Las bestias no pueden tocar música, aunque sus aullidos puedan ser hermosos, solo los humanos pueden tocar instrumentos, espero que consigas producir una buena melodía” Shinji descubre que la copia de Longinus yace en su mano. Con cada movimiento el Torwachter comienza a envolverse en un fuego dorado, hasta que la armadura negra que lo envuelve se despedaza y de las brasas surge el Super Evangelion, con su corazón de nuevo en su pecho. Finalmente, el Super Eva consigue evadir a todas las proyecciones y clava la lanza en el estómago del Wolfpack. Al remover la copia de Longinus se dibuja en el estómago del Wolfpack la figura del Árbol de la Vida. Shinji usa la lanza para romper el ala amorfa del Crimson A1, causando simultáneamente que esta recupere su color original, apenas Shinji hace lo mismo con el Super Eva, Armaros se manifiesta junto a él.
Bajo tierra, Maya y Toji se aseguran de que el cono de luz no pierda su forma, cuando de pronto perciben un sonido que, según ellos, se asemeja al de una cascada bajo estática. Ambos comentan con resignación que, probablemente, se hallan ante el epicentro del tercer impacto. La escama Q.R. Signum se desintegra. 
Six, quien apenas había logrado terminar con el último Angel Carrier contra el que combatía, llega a donde Shinji para asistir en batalla. Shinji le pasa la lanza a Six para que la mantenga lejos de Armaros. El Super Eva manifiesta una espada Magorox para luchar, Armaros responde creando una lanza halberd. Con cada choque de sus armas se manifiesta un campo AT que hace retumbar al suelo. Shinji nota que Armaros no tiene sus alas amorfas, lo que le permite confirmar, así como ocurrió en Chipre, que los Victor/Torwachter están directamente conectados con él. El Mutant Eva lleva a Yomotsu cargando el arco Azumaterasu, Armaros exclama que “eso le pertenece”, todos quedan perplejos al notar que Armaros habló con la voz de Shinji. Usando la distracción de Armaros, Mari finalmente se traga de un bocado a Asuka, dejando algunos fragmentos y sangre en el lugar. Shinji estalla en rabia al ver esto y su Eva proyecta 4 alas de luz.
Armaros llega a donde Cuatre y toma el arco sin que el Mutant Eva se oponga. Al recuperar el arco Armaros vuelve a crear sus alas amorfas y a su lado salen dos figuras, las cuales son descritas como gruyas envueltas en cinta negra; estas figuras emanan voces femeninas pidiendo a Armaros que sea uno con ellas. Kaji se mofa de Cuatre, diciendo que ya debería entender a estas alturas que ocurre, pero decide revelar de todos modos que Armaros es el Shinji del mundo anterior al actual; Cuatre termina por atar los cabos sueltos y asume que el cementerio de Evas en Chipre fue el epicentro de la masacre de Evas de la que Armaros salió triunfante, además, probablemente las Asuka y Rei de su mundo murieron antes de concluir la Instrumentalización Humana, siendo los Torwachter sustitutos para ambas.
Mientras Trois y Hikari observan a distancia lo que ocurren en Yomotsu, el traje de Rei comienza a brillar en rojo y a arder, desesperada Trois de quita el Plug Suit, de este emana un brillo rojo que a su vez pareciera abrazar a una luz rosa más pequeña, de pronto la luz toma forma y Asuka se materializa dentro del Plug Suit con Mari (sin sus facciones animalescas) en sus brazos. Rei le pide a Hikari que se alejen lo más pronto posible, ya que el oricalco asimilará y materializará cualquier cosa que el Wolfpack comience a desechar de su metamorfosis.
El Super Eva queda envuelto en llamas doradas y estas toman forma hasta dibujar a Adam, Shinji pregunta por Armaros y Six le informa que se había sumergido bajo tierra, Shinji localiza al mismo y lo saca de la tierra, desafiándolo a que se atreva a volver a hablar usando su voz. Six se acerca para ayudar a Shinji, pero este la empuja con una de sus alas de luz y le pide que se mantenga lo más lejos posible, ya que piensa iniciar el Tercer Impacto, confiado en que Yomotsu absorberá el impacto sin dañar a la Tierra. El Mutant Eva escapa robándose la lanza halberd de Armaros.
Shinji hace que su Adam crezca, consiguiendo sujetar a Armaros con una sola mano como si este fuera un muñeco. Las alas de luz envuelven a Yomotsu como una garra; en la parte inferior del fragmento lunar se materializa un Super Evangelion kilométrico sosteniendo a la totalidad de Yomotsu en su espalda. Todos en Nerv miran sin palabras lo que ocurre, Misato suplica que sea Shinji quien controla al Eva titánico.
Six localiza y le entrega la copia de Longinus a Trois, Asuka pide que vallan con Shinji, pero esta sufre un colapso al estar aun celularmente inestable; Mientras Asuka va perdiendo la conciencia esta balbucea que no quiere perder la cara idiota de Shinji. Motivada, Hikari se ofrece en ir a Yomotsu, Six va tras ella, Trois trata de seguirlas, pero reflexiona que su Eva será inútil en batalla mientras perciba las ondas mentales de Asuka y Mari.
Dos Victor vuelven a aparecer y consiguen destruir una de las alas de luz, Shinji pierde la concentración a causa de esto y suelta a Armaros. Los Victor llegan a la segunda ala para cortarla, pero uno de ellos es fulminado por un disparo del Espinazo del Diablo. Six consigue distraer al segundo Victor. Armaros recoge el Azumaterasu y se dispone a disparar en el pecho a Shinji, pero este se detiene como si reflexionara y le dice a Shinji: “Ahora entiendo, solo debí posponer la instrumentalización”. Hikari llega y dispara, fulminando a Armaros.
Es muy tarde. El fragmento entrará a la Tierra y será el fin de ella. Six y Hikari tratan de convencer a Shinji de que desista o morirá en vano, pero este reflexiona sobre las palabras de Armaros y se le ocurre que, en vez de terminar el Tercer Impacto, solo debe posponerlo. Yomotsu entra a la atmósfera, pero este frena de golpe su avance y se coloca gentilmente sobre el océano Pacífico, justo debajo del Globo Visor. La entrada de un objeto tan grande a la Tierra genera una turbulencia que dura horas y es percibida por todas las naciones con costa en el pacífico. Las naciones se preparan para un tsunami, pero este nunca llega, Toji asegura que Shinji impidió tal desastre. En el epicentro de la entrada de Yomotsu se ha levantado una cortina de nubes negras que sueltan incontables descargas eléctricas, haciendo imposible ver que ocurre en el nuevo continente, pero sobre las nubes se aprecia lo que es descrito como un géiser de agua salada siendo absorbido por el globo visor.  Los Eva Magus y 00 Allegorica regresan a Tokyo-3. Hikari y el Eva Heurtebise son condecorados como los héroes del mundo al haber acabado con Armaros.
Misato se reúne con Toji para contemplar la posibilidad de que los jóvenes puedan volver a la escuela. Toji nota que siempre que Misato cree que el mundo se va a acabar se desase de los niños mandándolos al colegio. Toji explica que de momento nadie podría volver, ya que él está ocupado con los deberes de Nerv y las chicas Trois, Asuka y Mari se encuentran en el laboratorio siendo estudiadas para solidificar la integración celular de las últimas dos. Six, quien acompaña a Toji asegura querer volver a la escuela, no porque le interese la educación sino porque Shinji está ahí. Toji cree al principio que se trata de una broma, pero su expresión cambia al ver la seriedad de Six.
Six entra a la escuela y se ve a sí misma usando un uniforme escolar negro, al entrar a su salón se encuentra a Shinji, Hikari, Kensuke y a Cuatre. Six trata de hablar con Shinji, pero Cuatre le dice que es inútil. Al salón entra Qinq, Six deduce que por sus ropas debe ser la profesora. Hikari da la instrucción para que reverencien al profesor, pero apenas termina de dar la orden, ella desaparece.
Toji se percata que, apenas se cruza el umbral del colegio las ropas cambian por un uniforme negro, pero lo que más lo extraña es que el uniforme es para la temporada invernal, siendo que Japón no ha tenido uno en 18 años. En el camino va colocando cámaras en distintas locaciones para que Nerv pueda ver lo que ocurre adentro. Toji entra al salón y se reúne con Six; Kensuke saluda a Toji y le presume su brazo orgánico previamente convertido en sal, Toji le pide amablemente que se pudra, Kensuke busca responder pero de pronto se esfuma, Six le dice que lo mismo le ocurrió a su novia, Toji se sonroja pero sigue con su misión y coloca una cámara en el salón. Toji se acerca al pizarrón, Qinq le pide que regrese a su lugar pero Toji la desobedece y toma un borrador para arrojárselo a Shinji, este se molesta por el golpe y Toji celebra que aquel era el verdadero Shinji con la misma piel delgada. Apenas parpadea Toji descubre que ya está fuera del salón.
En Nerv, Misato, Fuyutsuki y los demás tratan de sacar un significado a este fenómeno, Fuyutsuki afirma con lágrima que la chica que todos llaman Qinq es Yui, su antigua alumna y madre de Shinji. Toji baja al laboratorio para hablar con Asuka y pedirle que los ayude a sacar a Shinji de ahí, pero esta asegura que será mejor para Shinji que vuelva solo, Toji logra celar a Asuka cuando le informa que Cuatre también se encuentra ahí.
De regreso en el colegio Toji logra sacar a Qinq del salón mientras Asuka habla con Shinji. Mientras caminan por el pasillo Qinq confirma ser Yui y explica que se encuentran en el último sueño de Shinji. Yui dice que cuando Shinji desató el Tercer Impacto para salvar a la Tierra, esta intervino para congelar la mente de su hijo para que tenga un buen recuerdo antes de morir, a Shinji solo le quedan 0.82 segundos antes de que se complete el Tercer Impacto en Yomotsu. Mientras tanto, Asuka le agradece a Shinji por haber fracasado en salvarla en la Luna, lo que hace que Shinji despabile y empiecen a discutir, Asuka dirige la conversación hasta que logra convencer a Shinji que este se encuentra sentado en la cabina de su Eva.
Sobre el acelerador de partículas de Maya se aparece un gigante de luz el cual comienza a materializar una armadura restrictiva a su alrededor. Maya deduce que el Super Eva trata de volver a casa.

### Anima Vol. 5 - One Last Dream
Un último sueño.
Asuka le pide a Shinji que se calme, luego de que este entrara en pánico al no distinguir entre su propio cuerpo y el del Eva. Ambos se encontraban dentro de una cápsula de inserción, creada por la imaginación de Shinji luego de que Asuka lo convenciera de que debía dejar el salón de clases. Asuka, toma la cabeza de Shinji y la aprieta sobre su pecho, pidiendo que solo se concentre en sus latidos, esto calma a Shinji y al corazón del Eva. Las pantallas de la cabina se encienden y pueden ver que el Eva se encuentra en el Dogma Central, donde alguna vez reposó la Esfera de Lilith antes de que Armaros la moviera a la Luna. Antes de salir de la cabina Shinji nota que a los pies del Eva están Misato y Maya explorando lo que parecen ser escombros.
Maya le asegura a Misato que los escombros que rodean al Eva se materializaron cuando este se apareció en forma de gigante de luz. Misato no cree lo que le dice Maya hasta que le muestra una imagen en la que se ve la firma de Gendo Ikari en la placa donde se aloja el corazón del Eva, más aún, Maya asegura que la nueva armadura que viste el Eva 01 lleva la firma artística de Ritsuko por todos lados. Misato acepta que el Super Eva paró en la realidad de Lilith cuando desató el Tercer Impacto y le dieron su nueva armadura al Eva de Shinji; los escombros que llegaron con el Eva serían la evidencia de los atrapados para decirle al mundo que siguen con vida.
Shinji y Asuka regresan al salón de clases, Asuka celebra aún incrédula que lograran regresar al Eva a la realidad; Shinji parece resignado a que tendrá que vivir el resto de su vida dentro del salón y de su Eva, Toji le explica que lo anterior no es necesariamente cierto, ya que, aunque Qinq/Yui congeló el tiempo faltando solo 0.82 segundos para completar el Tercer Impacto, desde hace una semana Yomotsu no ha dejado de soltar descargas eléctricas, por lo que Nerv ha teorizado que el nuevo continente está expulsando toda la energía posible para cancelar el Impacto.
Una unidad de reconocimiento llega a Yomotsu, ahora que las nubes han comenzado a disiparse. Las imágenes de salida revelan bosques habitados por aves, al centro de la isla localizan al Arca, pero sobre esta se observa al globo visor succionando el agua de un géiser. Los sensores enloquecen cuando detectan que una montaña se mueve, pero luego se confirma que en realidad se trata de un organismo cuadrúpedo gigantesco, lo que resulta increíble para los espectadores, es que sobre la cabeza de la criatura reposa el Eva 02.
Kensuke observa desde la pasarela al Eva Heurtebise siendo preparado para el desfile militar de Alemania en celebración por la destrucción de Armaros; desde su regreso a la Tierra las manos y pies del Eva se coloraron de negro, lo que preocupa a mantenimiento es que ni la pintura parece esconder esto. Hikari aparece y abrasa de pronto a Kensuke solo para arrojarse al vació con él. Heurtebise atrapa a ambos.
Desde Nerv, Fuyutsuki y Toji observan el desfile militar, Toji lo ve como un despropósito al tener todavía la situación de la Luna mutante y el Anillo de Longinus, pero Fuyutsuki le explica que, en situaciones como esta, un poco de esperanza no viene de sobra. Misato llega para avisar que Mari desapareció. Sin tiempo de reflexionar sobre esta noticia, se ve que Armaros aparece en pleno desfile. Toji observa que su armadura es diferente, e incluso debe ser el doble de grande a juzgar por el tamaño de las escamas Q.R. Signum sobre él, Armaros comienza a disparar rayos, destruyendo edificios a su alrededor.
Siendo de noche, Asuka y Toji salen hacia le escuela, el segundo lamentando haber perdido la comunicación con Hikari. Después de muchas suposiciones ambos teorizan que el géiser de agua que viaja hacia el globo visor debe ser el agua viajando a la Luna.
Toji queda perplejo al ver que una cápsula de inserción se materializó dentro del salón, y más cuando Asuka es capaz de moverla como si no tuviera peso, Asuka explica que solo es posible hacer esto cuando Shinji está dormido. De pronto la ropa de Asuka cambia a su uniforme escolar negro, comentando que el cambio de ropa se asemeja a la transformación de una “Magical Girl”, Toji exclama con sorpresa que ella vea esos programas, pero Kensuke responde desde el escritorio del profesor que Asuka debió ver esos programas con su hermana cuando niñas. Toji pregunta con hostilidad que hace ahí, a lo que responde con fatiga que el Armaros que atacó Alemania es Hikari. “Ya saben que hacer” comanda Shinji al entrar al salón y meterse en la cápsula de inserción.
El Mutant Eva aparece en el Sarcófago y Kaji desciende solicitando una entrevista con Misato. En la plática Kaji confirma la identidad del nuevo Armaros y afirma que, hagan lo que hagan, aquel que destruya al gigante tomará su lugar, este ciclo persistirá mientras exista el Arca. Misato es notificada que Asuka y Toji robaron un avión experimental con armamento N2. Shinji se comunica con la comandante pidiendo disculpas y sale de su jaula cargando un nuevo rifle Super 8 y la espada Bizen. Misato exclama: “por un mundo sin Evas” y designa al Eva de Shinji como el Evangelion 01 Final Model (Modelo Final). Shinji materializa cuatro pequeñas alas de luz y vuela hacia Yomotsu.
Shinji llega a Yomotsu y es informado de que al centro de la isla encontraron al Arca. El Eva Final Model es interceptado por cinco Angel Carrier modelo 3. El equipo de reconocimiento le advierte que en realidad salieron seis del Arca, Shinji acaba sin problemas con el Carrier de Armisael, solo para descubrir que era una trampa, los cuatro Carrier restantes rodean al Final Model y comienzan a materializar la pirámide de luz. Asuka logra destruir el brazo de uno de los atacantes, haciendo que este quede encerrado en su propia prisión. Este Angel Carrier rebela tener al ángel Matarael, el cual comienza a escupir ácido, el ataque no daña a Shinji, pero termina por ablandar el suelo y ambos caen al vació, Matarael saca sus patas para tratar de empalar al Final Model, pero este frena el ataque con su Bizen y remata al ángel.
Armaros emerge del suelo y comienza a comunicarse con la voz de Hikari, señalando que su deber es acabar con “la abominación”, Toji deduce que se refiere al monstruo cuadrúpedo de la isla, comentando a Asuka que durante Nueva Zembla los Carrier estaban muy interesados en acabar con el Wolfpack. Mientras Toji habla, este sufre un dolor de cabeza que lo obliga a aterrizar.
El Mutant Eva logra descender al Geofront y toma la copia de Longinus, escondida en el compartimiento de una fortaleza móvil. Las tres hermanas Ayanami se reúnen con sus Evas fuera del sarcófago, Cuatre informa que el plan de Seele era negociar la copia de Longinus, pero Cuatre asegura no tener intenciones de seguir obedeciendo a Seele. Fuyustsuki amenaza a las Rei con catalogarlas como traidoras si no abandonas a sus Evas, pero Misato acepta que la actitud de las hermanas era un reproche hacia los adultos, manifestando su pérdida de confianza en ellos.
Shinji llega al fondo del cráter donde es atacado por el Carrier de Sandalphon, y tras él ve a la esfera de Lilith. Shinji termina con su enemigo, pero descubre que no pueda volar. Shinji se concentra para tratar de levitar, pero en vez de eso emerge la mano del Eva kilométrico que sostenía a Yomotsu al entrar a la Tierra, su mano se ilumina y transforma en una lanza; Kaworu le susurra que aquella era la lanza filosófica, la Lanza de Lucretius, confesando tener mucho interés en cómo reaccionaría la humanidad ante el regreso de dicho artefacto. Shinji arroja a Lucretius hacia el globo visor, destruyéndolo.
Asuka ve pasar a Mari, de nuevo con sus partes de animal expuestas, Asuka baja del avión y saca del compartimento una moto y se pone su traje de sincronización con oricalco, dando persecución a la niña. Al alcanzarla Asuka trata de convencerla de volver con ella, pero esta asegura que su manada la está llamando. Finalmente llegan a donde se encontraba el gigante cuadrúpedo, Mari se arroja a vacío cayendo en el pelaje de la bestia siendo absorbida por este. Asuka finalmente ata cabos sueltos y entiendo que aquel cuadrúpedo era el Wolfpack. La segunda elegida maniobra y consigue aterrizar sobre su Eva 02. Los Carrier rodean al Wolfpack, pero Asuka logra separar a su Eva 02 y los confronta.
Shinji sale de la caverna para encontrarse a Armaros, mientras luchan, las fuerzas de autodefensa japonesas llegan a bordo del Yamato, un acorazado con un nuevo reactor N2, con este disparan a Armaron, logrando amputarle el brazo, en vez de sangre, de Armaros emergen millones de escamas Q.R. Signum, sepultando a Toji en el proceso. De la montaña de escamas emergen dos Torwachter, los cuales juntan sus alas amorfas y se tragan a Shinji en un portal que lo escupe a escasos metros del arca de Yomotsu, diez Carriers emergen y someten al Final Model. El anillo de Longinus se arroja contra Shinji, pero de pronto, sobre las nubes y más arriba, aparecen raíces gigantescas conectadas al suelo. Longinus desaparece.
El personal de Nerv entra en pánico al ver las raíces aparecer sobre el planeta, las cuales, además de envolver al mundo, se extienden hasta la Luna y el Sol. Kaji se muestra por primera vez sorprendido ante lo que ve y explica que aquello era el Árbol Mundial, El cual siempre ha existido, pero en un plano material paralelo, también explica que solo esto pudo pasar gracias a que Shinji, usó la lanza de Lucretius; finalmente señala que aquello que Nerv ha referido como túneles cuánticos, eran las raíces del árbol, las cuales han sido usadas por Armaros y compañía para desplazarse, además de ser el conducto que la Luna a usado para succionar el magma del planeta. Se informa que el anillo de Longinus desapareció, Kaji comenta que Ikari debió encerrar a Longinus en el árbol, haciendo que viaje sin rumbo dentro de las raíces.
Un Carrier con Zeruel comienza a arrojar rayos al Wolfpack, Asuka intercepta los ataques; al mismo tiempo, del Arca sale una nube de almas conformada por los animales del mundo anterior, descrita como “el viento rojo”, esta llega a donde Asuka y la envuelve. Zeruel lanza sus listones metálicos, pero estos quedan enredados en la nube y es arrastrado hacia el Eva 02, el Carrier se desprende del ángel. La nube se disipa y de ella surge el Crimson A1. Los Torwachter comienzan a usar sus alas amorfas como cuerdas para sostenerse de las raíces del Árbol Mundial. El Crimson A1 produce un listón metálico de su brazo y los hace retroceder.
Kaji le pide a Misato que se prepare, ya que Armaros optará por usar la copia de Longinus en vez de buscar a la original en el túnel de raíces, Misado da la orden para que toda Tokyo-3 entre en estado de emergencia. Cuatre se escapa y baja a los niveles subterráneos de Nerv HQ. Armaros emerge sobre una raíz, encarando al sarcófago, Six lo confronta con su Eva, pero los ataques a distancia de Six no surten efecto, por fortuna para ella, Asuka llega y envuelve a Armaros en su listón metálico, regresando al gigante negro a la raíz.
Cuatre alcanza a Kaji y lo recoge, pero antes de poder escapar la escama Q.R. Signum del Mutant Eva brilla con fuerza, Cuatre pierde el control de su Eva y queda inconsciente, Kaji sale de la cabina para estabilizar la escama, pero frente a él se aparece Qinq, quien toca y desintegra la escama. Kaji queda inconsciente y los lentes de Seele se desprenden. Gendo grita el nombre de su esposa al ver a Qinq sobre el Mutant Eva, Qinq le responde que Gendo ha trazado un sendero en el que solo se podrán reencontrar de una forma, Gendo la cree perdida, pero ella le asegura que se reencontrarán en la siguiente Instrumentalización. Tomando el control de Mutant Eva este se trasforma en una versión gigante de Yui y escapa con la copia de Longinus.
Ambulancias llegan a orillas del lago Hakone donde súbitamente aparecieron los prisioneros de la Esfera de Lilith, Maya y Ritsuko se funden en un abrazo, Misato da alcance a Kaji, quien carga a Cuatre en su espalda, Kaji le pide que le ayude a cargar las sandías que logró sacar a tiempo, lamentando que el cultivo quedó atrapado en la esfera. Gendo es trasportado en camilla luego de que este fuera alcanzado por escombros arrojados por la Yui gigante al desaparecer.
Una erupción volcánica dispara a la Esfera de Lilith y la lanza al espacio. El Wolfpack comienza a lanzar rayos para destruir las raíces del cielo, pero los Torwachter sincronizan sus alas y despiden una cuchilla de energía que le amputa las patas delanteras.
Trois se adentra en las raíces y alcanza a Asuka luchando contra Armaros, Rei le comparte una de sus cuchillas anti AT a Asuka y someten a Armaros, el cual desaparece, Asuka no canta victoria, ya que la forma de desaparecer de Armaros fue más como una tele transportación.
Los sensores de Nerv enloquecen al no poder interpretar lo que ocurre, las raíces sobre Japón comienzan a mezclarse hasta formar a Armaros detrás del Monte Fuji, siendo tan grande que el volcán le llega a las rodillas. Armaros dispara sus brazos al océano, conectados por cables. Misato pide que se trace curso y confirman que los brazos fueron disparados a Yomotsu.
Los brazos de Armaros llegan al nuevo continente y por la fuerza comienzan a arrastrar a Yomotsu hacia Tokyo-3. Shinji decide sacrificarse y detona la energía sobrante del tercer impacto, convirtiendo a su Eva en un gigante de luz, 10 vece más grande que un Eva común, Proyectando una espada, corta el brazo derecho de Armaros, pero antes de hacer lo mismo con el otro brazo, del hueco del brazo sale Longinus y empala al Final Model. A causa de la lanza, Shinji pierde el control sobre el gigante y este manifiesta 4 alas de luz para reanudar el Tercer Impacto. Asuka y Rei llegan y cortan las alas de Shinji, haciendo que el gigante de luz se convierta en sal y colapse.
Six abandona a su Eva a la entrada de la escuela y entra corriendo al salón para ver a Toji y Asuka cabizbajos frente a la cápsula de inserción vacía, Asuka golpea la cápsula repetidamente tratando de esconder el llanto, desde el cuartel se detecta que con cada golpe se registra una señal, Misato comienza a aplaudir con fuerza, Fuyutsuki la sigue y poco a poco todos en Nerv repiten el acto. Asuka se esfuma, Toji se siente responsable por lo ocurrido, pero jura no poder controlar lo que ve, Six le dice tener un regalo de parte de Cuatre y le da un barril donde está su pierna, Toji inmediatamente se la coloca, Six le advierte que si su cuerpo se rearma Bardiel volverá a surgir, Toji le sonríe y dice que solo tendrá que amputarse el brazo. Toji desaparece.
Yomotsu llega a las orillas de Tokyo-3 y desata un terremoto que destruye a toda la ciudad, Misato lamenta el haber fracasado en salvar a la gente, pero Six informa que movió a toda la gente de los refugios a la escuela, el único lugar sin sufrir daño.
“Déjame contarte una historia de los Lilim: Lilith era libertina y Eva se dejó seducir por la maldad de la serpiente ¿Por qué Adam no lo impidió?” Le dijo Kaworu a Shinji.
Crimson A1 estudia el brazo izquierdo de Armaros cuando su vientre brilla y expulsa el viento rojo, del cual emerge Shinji y su Eva, El Crimson A1 regresa a su forma de Eva 02, Asuka patea a Shinji para nublar la idea de que lo parió, Shinji sonríe para ella, luego pregunta a Kaworu si él debe acabar con la serpiente, Kaworu le responde que lo apoyará en cualquier decisión que tome, y le da el último adiós. Trois llega y le da a Shinji una espada que usa para cortar el brazo izquierdo de Armaros, el Torwachter de Kodama trata de impedirlo, pero Toji destruye al Torwachter y rescata el cilindro con los restos de la hermana de Hikari, luego llega a Armaros y comienza a desgarrarlo hasta llegar al centro y rescatar al Heurtebise, Toji se sorprende al ver que dentro del Euro Eva estaban Hikari y Kensuke envueltos en una sábana, antes de tener malos pensamientos Kensuke aclara que aquello era el Manto Sagrado con el que se protegieron de ser asimilados. Asuka y Trois llegan con Toji y le rajan el pecho al Torwachter para sacar del centro la cabina del avión con Toji dentro, Kenzuke le amputa el brazo.
El brazo izquierdo de Armaros se transforma, tomando la forma de una gigantesca serpiente negra con alas, Shinji se prepara para encararla, pero Wolfpack llega de un salto y se la traga, convirtiéndose en un nuevo Armaros. Mari comenta haber escuchado que Armaros no puede ser destruido, pero puede ser contenido. Armaros va a donde está el arca, la toma y se eleva al cielo junto con las raíces, las cuales comienzan a alejarse de la Tierra. Shinji le pide que lo recapacite, pero Mari le asegura que jamás estará sola. Al llegar al Corazón de la Manzana, Mari se encuentra con la Lanza de Lucretius, está la arroja al espacio, segura de que encontrará la manera de volver con su dueño. Armaros toma al Arca y la usa como almohada, cayendo en un sopor profundo.
Con el paso de los días la Luna cambia de curso y se aleja de la Tierra hasta que esta se esconde tras el Sol. Shinji sabe que la Luna debió asimilar al Corazón de la Manzana, ahora el proyecto de instrumentalización humana se hará ahí con las almas que quedaron dentro del Arca. Mientras los jóvenes contemplan el cielo estrellado, Shinji comenta que necesitan una nueva Luna para reparar a la Tierra, cuando le preguntan en dónde buscar, este responde que tienen que ir con su padre.
EPÍLOGO: El Eva de Shinji fue usado en la operación de secuestro lunar. Nunca se dejó de creer que este tomó el lugar de Longinus en el mundo. Habrá una gran guerra en la que los Evas no serán testigos, sino partícipes.

## Personajes
A continuación se enlistan a los personajes de las novelas de ANIMA, haciendo especial énfasis en sus cambios entre esta continuidad y sus contrapartes de la serie de 1995. Los personajes que no aparezcan listados son los que no mostraron algún cambio significativo entre su contraparte del 95 o porque simplemente no aparecen en la novelización. 

### Shinji Ikari
Tras los acontecimientos de NERV HQ (The End of Evangelion) Shinji consigue un notorio desarrollo de personalidad, siendo más seguro de sí mismo y ocasionalmente presentando la mejor solución a un problema cuando los demás se encuentran en pánico. Pese a lo dicho anteriormente, Shinji aún continúa siendo muy inocente y despistado, llegando a causar molestia entre sus seres queridos por dar obsequios que molestan a la gente cuando éste no pretendía ninguna mala intención. Físicamente Shinji se desarrolló de un modo favorable, siendo igual de fornido que Toji, se dejó crecer el cabello y lleva una cola de caballo al mismo estilo que Kaji. NERV cree que su desarrollo corporal fue de algún modo influenciado por su Eva 01. En algún momento de la brecha de 3 años, Shinji se muda a un departamento para el solo. Su pasatiempo es cultivar el huerto de sandías que le dejó Kaji antes de mudarse a Europa.

### Asuka Langley
Quizá el personaje que más cambió durante la brecha de 3 años. Asuka demuestra una actitud más cordial hacia la gente, aunque frecuentemente riñe con Shinji, Toji bromea que eso ocurre más por costumbre. Físicamente Asuka se desarrolló consiguiendo un cuerpo "Bishoujo" (exageradamente desarrollado para alguien de su edad). Al igual que Shinji, NERV le atribuye este cambio a su Eva. Durante la brecha de 3 años, Shinji creció más que Asuka, siendo casi media cabeza más alto, a causa de esto Asuka solicita que todos los Trajes de Sincronización femeninos lleven tacones, esto causa que los trajes para Rei Trois, Cuatre y Qinq también sean modificados. Su pasatiempo es hacer ejercicio en la jaula de su Eva 02, teniendo la fuerza de hacer lagartijas con un brazo.

### Rei Trois
Es la Rei Ayanami "original" de la serie de 1995. Trois (tres en francés) es para señalar que es la tercera en la serie de clones desarrollados por Ritsuko en la serie original. En apariencia sufrió un cambio similar al de Asuka en cuanto a su cuerpo. En personalidad esta parece más seria, haciendo implícito que no "despertó" como su contraparte de la serie clásica. A lo largo de la serie se hacen varios señalamientos en los que Rei se enamoró de Shinji pero este no supo corresponderle, siendo el más grande de todos el que Rei abandonara a Gendo para asistir a Shinji en la Batalla de NERV HQ. La relación entre ambos se enfria cuando un malentendido hace que discutan y de dejen de hablar por un tiempo. Rei Trois desarrolla la capacidad de comunicarse con sus clones/hermanas para operar a la serie de Evas 0.0. Hacia el final del volumen tres de Anima, a causa de varios eventos, Trois sufre un ligero cambio en la coloración de su cabello, siendo de un azul más oscuro y con las puntas negras. Toji bromea asegurando que Rei transita por su faceta de gótica. Conforme avanza la historia, Trois demuestra un talento sobrenatural para atar cabos y llegar a suposiciones muy acertadas, esta habilidad resulta muy útil durante la batalla, así como cuando la gente tiene problemas para entender algo.

### Rei Cuatre
Es la cuarta de la serie Ayanami, físicamente es idéntica a Trois, salvo por su cabello plateado. Cuatre (cuatro en francés) actúa como una de los antagonistas de la serie, pilotando al Mutant Eva. En cuestión de personalidad es muy agresiva, siempre reclamando a Shinji por haber impedido el Tercer Impacto y prevenir que sus almas se hicieran una. En un momento clave de la historia Cuatre y Shinji se obligan a trabajar juntos; en este tiempo Cuatre admite tener miedo a la soledad, y al mismo tiempo, al trato humano. Al igual que Trois, la capacidad de análisis de Cuatre le hace tener la razón cuando analiza el patrón de ataque de su oponente.

### Rei Qinq
La quinta de las Ayanamis, Qinq (cinco en francés) posé un cuerpo aún más desarrollado que el de Trois o Asuka. Sin poder explicar por qué, los científicos de NERv señalan que la edad real de Qinq es la de una mujer de 20 años. En personalidad Qinq parece muy abierta, pero demuestra ser muy tímida cuando los hombres, Shinji y Toji siendo las únicas excepciones, a quienes ve como buenos amigos. Antes de fallecer, Qinq demuestra ser la más optimista de las hermanas Rei, dándole a Asuka la motivación necesaria para llegar a la Luna.

### Rei Six
La sexta y última sobreviviente de la serie Ayanami. Es físicamente una niña, pese a su actitud infantil, NERV asegura que posé la inteligencia de un adulto. Six (seis en francés) decide adoptar a Toji como su hermano mayor, siendo al único a quien verdaderamente obedece. Le gusta actuar como una niña caprichosa, pero se ha demostrado que puede ser la más letal de los pilotos al acertar el punto débil de sus blancos.

### Toji Suzuhara
Al igual que en la serie del 95, Toji es elegido como piloto del Eva 03, perdiendo piernas y brazos tras el ataque del ángel Bardiel. En ANIMA Toji recibe extremidades robóticas para llevar una vida normal. Toji demuestra ser el que más maduró de los jóvenes de la serie original, conservando la cabeza fría cuando la situación lo amerita, aunque en el fondo suele es muy relajado y bromista. En un punto de la historia, se aprecia como los organismos internacionales de gran renombre buscan a Toji por sobre Misato para pedir asesoría en cuanto al manejo de las unidades Eva. Toji demuestra ser el más apto pasa asumir el mando de NERV luego de que Misato se ausentara de su puesto. Se deja claro que Toji y Hikari comparten sentimientos mutuos, sin embargo no se ahonda más.

### Hikari Horaki
La antigua presidenta del salón de clases es ahora la vicepresidenta, después de que Shinji tomara dicho cargo. Aunque parece no haber cambiado mucho en personalidad en los últimos 3 años, los eventos de ANIMA la llevan a convertirse en el piloto del Eva EURO II. Aunque en las novelas no se abordan sus cambios físicos, arte oficial de las novelas revelan que Hikari es físicamente igual a como era hace 3 años, salvo por ganar unos cuantos centímetros de estatura y llevar como peinado una trenza muy larga.

### Maya Ibuki
Sin la Dra. Ritsuko a su lado, Maya se vio obligada a madurar y a valerse por sí misma, descubriendo en el proceso que su intelecto y capacidad de análisis no le pide nada a su superior. Maya es la nueva encargada del desarrollo de unidades Eva, siendo ella quien ve el desarrollo de nuevos artefactos y armamento para los mismos, aunque al momento de elegir los nombres de sus creaciones suele recibir mofas de Toji. En ANIMA Maya demuestra tenerme mucha confianza y respeto a Shinji. También es común ver a Maya interactuar con Toji, siendo este quien generalmente la ayuda a analizar una situación que escapa de su entendimiento.

## Mecha

### Eva 01 Type CQB
Al igual que en la continuidad de la serie del 95, Shinji comienza pilotando al Eva 01. Sin embargo, después del combate contra el ángel Shamshel, se hace necesaria la implementación de una nueva armadura, diseñada específicamente para resistir los impactos que pudieran pasar a través del Campo A.T. Aunque la armadura es muy parecida al primer modelo, esta se caracteriza por llevar una nueva gama de colores, que van del magenta al púrpura, el cuerno del casco recibe una modificación que permite que el mismo se pliegue/desdoble según la situación. 
Su designación CQB proviene de la palabra en inglés close quarters battle, pudiéndose traducir a: ‘combate en espacios cerrados’. 
Como armamento solamente se muestra un par de pistolas tipo magnum, las cuales llevan cuchillas para combate cuerpo a cuerpo. 
Este Eva no aparece formalmente en la novelización, sin embargo, el arte conceptual de la misma confirma la existencia de esta unidad en el canon de Anima.

### Eva 01 Type-F
En algún momento de la historia del 95, posiblemente después del combate contra el ángel Zeruel, el Eva-01 recibe la armadura tipo-F (Type-F) la cual le permite mejorar la manipulación de su propio campo A.T. permitiéndole disparar su escudo. 
Físicamente solo conserva la cabeza y el troco original, incluso la boca es reemplazada por una mascarilla sin la posibilidad de abrir la boca; todo lo demás es reemplazado por una armadura muy estilizada, según el arte conceptual (y oficial) la tonalidad de este Eva varía entre carmesí y violeta, con acentos amarillos en algunas partes del cuerpo.   
Gracias a su nueva capacidad de manipular el campo A.T. en las hombreras tiene instalado un generador de materia negra, la cual le permite lazar electricidad o disparar la materia misma a manera de proyectil. 

### Super Evangelion
Tras los cambios físicos en la estructura del Eva 01, a principios de la historia se realizaban los preparativos para instalar en la unidad Evangelion la armadura Type-2 (tipo 2), sin embargo el ataque del Mutant Eva obligan a Nerv equiparlo con la armadura restrictiva, desarrollada por Ritsuko en caso de que fuera necesario inmovilizar permanentemente al Eva 01.  
Cosméticamente, este Eva es una versión muy estilizada y detallada del Eva-01 original, sin embargo, su mayor cambio es que este Eva carece de núcleo, en vez de eso posee el corazón humano de Shinji Ikari, mientras que su piloto, en vez de corazón, tiene un micro agujero negro en el torso, justo donde debería estar su corazón; pese a este detalle, Shinji es capas de llevar una vida normal. 
Como arma titular, el Super Eva lleva un rifle experimental capas de disparar de manera regular o a gran velocidad, vaciando el cargador del arma con un solo tiro del gatillo.
Durante la batalla de la Isla de Chipre, el Super Eva pierde el corazón a manos de Armaros, por lo que, para salvarlo, se le equipa en el pecho una escama Q.R. Signum, Como medida cautelar, el Eva es equipado con 4 triángulos con tecnología cuántica, 2 en cada hombrera, los cuales en teoría deberían reducir la influencia que Armaros podría ejercer hacia Shinji y su Eva.
A manera de broma, Toji nombra la unidad Super Evangelion, bajo el alegato de que todo lo mejorado en América recibe el mote de "super". Más adelante el Super Evangelion es equipado con los alerones Vertex, desarrollados por Maya, causando que, equivocadamente, se le refiera al Eva como Super Eva Vortex o Vortex Eva.
Como dato curioso, Este Eva es el primer Eva en usar en combate la icónica espada Magarox, vista en numerosos artes conceptuales y juguetes. Esta espada hace una pequeña aparición en el avance de la película Evangelion 3.33

### Eva 01 Final Model
Tras los eventos de Yomotsu en los que Shinji desató el Tercer Impacto en el espacio, su Eva reaparece en el Dogma Central con una nueva armadura. Maya asegura que la armadura fue diseñada por Ritsuko, lo que implica que el Eva fue a parar a la Esfera de Lilith antes de ser devuelto. Misato lo nombra Final Model (Modelo Final) al afirmar que este debe ser el último Eva en usarse. 
Cosméticamente hablando este Eva se encuentra en un punto medio entre el diseño original y la sobre estilización del Super Evangelion. Lleva una armadura más compacta, favoreciendo los trazos alargados y paneles grandes en vez de micro separaciones repartidas por todo el cuerpo. Aunque conserva su color púrpura, este Eva resalta mucho el color negro y amarillo, este último representando los lazos de su vieja armadura restrictiva.
En un punto de la historia este Eva vuelve a "nacer". Aunque no se dice abirtamente en la novela, se señala en el material adicional que su nombre de referencia sería Newborn Baby. 
A diferencia de la mayoría de los Evas, este lleva lleva 4 hombreras, 2 montadas en los hombros y 2 adicionales en un sistema de riel con forma de "Y" el cual nace en su espalda y se divide a la altura de los hombros. Este mecanismo es el que sustituye a los alerones Vertex de su antigua forma. 
Ikuto Yamashita, diseñador y escritor de las novelas, señala que su intención al hacer este diseño era comunicar la idea de que el Eva 01 fue al gimnasio, además de comentar, a manera de broma, que estuvo a punto de darle 6 hombreras. Se informa que originalmente se quería dar a este Eva el nombre de Ultra Evangelion, para seguir la continuidad de nombres empezada por Super Eva, sin embargo, Ikuto Yamashita comenta que dicho nombre se descartó ya que se pensaba usar en una de las películas de la serie Rebuild of Evangelion.  

### Eva 00 Type-F
En algún momento de la historia el Eva-00 pierde el brazo y pierna derecha, recibiendo su propia armadura tipo-F, en vez de reemplazar la pierna, al Eva se le coloca una prótesis para mejorar su estabilidad al disparar armas de largo alcance; mientras que el brazo derecho es sustituido por un cañón portátil de positrones. 
Gracias a la armadura tipo F, este Eva es capas de proyectar su campo A.T. como un tubo hueco que mejora la capacidad del cañón de positrones para perforar a su objetivo. El rifle que sustituye su brazo derecho recibe el nombre de Backbone Cannon (Cañón de Espinazo) a causa de sus curioso diseño; Más tarde se confirmaría que el cañón se construyó con la columna vertebral de un modelo fallido de la serie 00.

### Eva 00 Allegorica
Se trata del Eva 00 original equipado con el sistema alegórica. Al igual que el modelo predecesor usado en el Eva 02, este lleva patas traseras para cargar el reactor S2, pero al tratarse de un nuevo modelo, este logra ser más compacto, ocupando menos espacio a los lados. El estabilizador instalado en la pierna derecha es reemplazado por una pata, permitiendo que el Eva pueda mantenerse en pie sin problemas. 
El brazo derecho, en donde cargaba el rifle positrónico es reemplazado por un estabilizador aéreo. El rifle Espinazo de Ángel es mejorado, usando ahora la columna vertebral de 3 Evas de la serie 00, como agregado, la columna se puede separar del rifle para atacar como látigo usando su bayoneta como cuchillo progresivo.

### Eva-0.0 Type-F
Tras los eventos de Yomotsu, el Eva 00 Allegórica es reparado, al descartar la necesidad de combate espacial, el estabilizador es reemplazado por un cañón de positrones.
No se aclara si el Eva fue equipado con armadura Type F, siendo que el Eva es consméticamente idéntico, con la salvedad de su nuevo brazo. 

### Eva 0.0 / Eva Magus
Los Eva 0.0 son una serie de 3 Evas creados con los componentes rescatables de los Evas MP que participaron en la Batalla de Nerv HQ. Son cosméticamente muy parecidos al Eva-00, aunque su paleta de colores se asemeja mucho a la usado por el Eva-00 en la película Evangelion 2.0 - YOU CAN (NOT) ADVANCE. 
Estos Evas van sobre un estabilizador que les permite maniobrar en gravedad cero, solo la base de dicho estabilizador es tan larga como un Eva. También llevan un motor S2 artificial sujeto a la entrada del cable umbilical.
Como armamento Llevan consigo un cañón de rayos gama, cuya longitud es casi el doble que la de un Eva común, y cuyo poder es devastador. El arte conceptual rebela que bajo el cañón llevan un contenedor con varias docenas de micro misiles, los cuales nunca se llegan a usar.
Cerca del final de la historia, el Eva recibe un nuevo cañón gamma y es equipado con 2 cuchillas anti AT.
Estos Evas son pilotados por los clones de Ayanami (Cuatre, Qinq y Six). Cuando Rei Trois se hace piloto oficial de una de estas unidades, se le designa a la unidad el nombre de Eva Magus por parte de Nerv de Europa.

### Mutant Eva
Es uno de los Eva 0.0 que cambió su aspecto tras absorber su cañón gama y su motor S2. Es técnicamente idéntico a un Eva 0.0, pero reemplazando el gris con negro. En su brazo derecho carga todo el tiempo una versión comprimida del cañón de rayos gamma, el cual tomó una forma de espiral de tres puntas. Su cabeza desarrolla una cornamenta en la parte posterior del casco, asemejándose a una media luna. En el pecho lleva escondida entre los pliegues de su armadura una escama Q.R. Signum. Más adelante gana la habilidad de volar con alas negras al absorber a un Ángel Carrier.
En un punto de la historia el Mutant Eva pierde su cañón gamma, pero cuando este reaparece se le ve con un brazo normal. 
El piloto de este Eva no necesita abordar la cabina para manejarlo, además, en varias ocasiones se observa que el piloto es capaz de mantenerse en la palma de la mano sin salir disparado pese a los movimientos bruscos que el Eva pudiera hacer.

### Eva 02 Type 2
Tras la Batalla de Nerv HQ, el Eva 02 debió recibir su armadura Type F. Sin embargo, los cambios físicos de su cuerpo obligaron a Nerv a desechar esa armadura en favor de la Type 2. Durante la batalla del NERV HQ, el Eva perdió 2 de sus 4 ojos, haciendo que ahora lleve un casco con solo dos ojos visibles. Aunque no se aclaran las propiedades de la armadura Type 2, el Eva 02 lleva con ella el microondas Rectenna, el cual le permite absorber la energía de un rayo laser, disparado desde los cuarteles de Nerv, para extender el tiempo de funcionamiento de su batería interna.

### Eva 02 Allegorica
Se trata del Eva 02 type 2 equipado con el sistema Alegórica, el cual consiste de alerones conectados a su espalda y 2 patas traseras, las cuales cargan un motor S2 artificial. Con este sistema, el Eva es capas de volar libremente tanto en la Tierra como en el espacio.  
Originalmente el Eva sería rojo, pero a petición de Asuka este es pintado de gris, para emular el color de la Luna. La silueta de este Eva recuerdan a un centauro o a sagitario de la franquicia Saint Seiya. Maya nombra al Eva como Alegórica, ya que a su parecer la silueta del Eva evoca a un personaje sacado de una alegoría.
Como dato curioso, el sistema Allegorica fue contemplado para su aparición en Evangelion 3.0 + 1.0.

### Crimson A1 / Torwachter A1
Es un híbrido producto de la fusión de Asuka y su Eva-02. Físicamente es un Evangelion femenino, de piel rosa y cabello blanco, con armadura roja que cubre la mayor parte del cuerpo, dejando expuesto el rostro, salvo por un visor negro que cubre los ojos. Aunque Crimson A1 es su nombre técnico, la gente cercana a la segunda elegida se refieren a la unidad como Asuka.
En cuestión de personalidad, el híbrido Eva/Asuka se muestra muy curiosa, siempre mirando fijamente a algo o alguien que llama su atención, Shinji comenta para sí mismo que esa es la cara de Asuka que solo él conoce. El híbrido demuestra tener suficiente entendimiento del mundo como para realizar tareas simples, aunque se le tiene que recordar con frecuencia que mire donde pisa. 
Aunque posee la entrada para una cápsula de inserción, el híbrido Eva/Asuka no la necesita, al ser totalmente autónomo. Al haber asimilado el sistema Allegorica que portava el Eva 02, el Crimson A1 puede volar sin asistencia, dejando una estela de arcoíris en su recorrido.
Al tomar su propia ala amorfa el híbrido sufre un cambio de coloración, su piel se vuelve más rojiza y la armadura cambia aun color carmesí, casi purpúreo, los brazos y piernas se coloran de negro, dando la ilusión de que tiene guantes y botas. Después de este cambio, se le da la designación de Torwachter A1.
En el volumen 5 de las novelas, el Crimson A1 gana una nueva paleta de color, conservando la piel roja y el cabello blanco, su armadura se torna de color violeta. Además, gana la habilidad de replicar los listones metálicos de Zeruel después de absorber a un embrión de este. 
El arte conceptual para el Crimson A1 revela que debajo del visor negro se encuentras 4 ojos penetrantes, dato que el diseñador, Ikuto Yamashita, admite haber olvidado implementar al momento de trabajar la novelización.

### Eva Euro II / Euro Eva Heurtebise
Es un Evangelion construido por la rama de NERV Europa con las piezas inutilizadas de los prototipos del Eva 02 original en Europa. El Eva es cosméticamente idéntico al Eva 02 Type 2, pero con la cabeza del primer modelo, y lleva las alas del sistema Alegórica, pero sin las patas traseras que cargan el motor S2. El Eva es totalmente blanco.  
Su piloto es Hikari Horaki, quien pilota al principio con la ayuda del Dummy System, más adelante es capaz de controlarlo sola. Hikari asegura que en su Eva se localiza el alma de la madre de Asuka.
En vez de hombreras, este Eva carga 2 escamas Q.R Signum. Como armamento lleva una lanza con punta en forma de cruz y una espada corta y ancha.
En preparación para la batalla de Nueva Zembla, Rusia, el Eva recibe un mejorado cañón de positrones, cuyo característico diseño se asemejan a un instrumento de viento; a causa de esto, el Eva es renombrado Heurtebise en referencia a su "instrumento musical" propio de un ángel.
Durante los eventos de Yomotsu, el Eva es equipado con un nuevo rifle experimental, llamado Devil´s Backbone (Espinazo del Diablo), el cual es descrito por Rei Trois como las fauces de un dragón cubierto en escamas plateadas. El rifle parece tener la capacidad de absorber escamas Q.R. Signum. El arma va montada a la hombrera izquierda. Más tarde se revela que dicho cañón se construyó con un clon parcialmente funcional del Eva 02, amputando brazos y piernas y modificando la cabeza para que actuara como cañón. Al equiparse con el Espinazo del Diablo, y recibir algunas modificaciones menores como repulsores al frente de sus hombreras, el Eva vuelve a cambiar de nombre, ahora siendo referido como Eva Heurtebise, dejando de lado la parte de Euro en la descripción.

### Wolfpack
Es una unidad Evangelion deliberadamente retro evolucionada por Nerv de América para deshacerse de su fisionomía humanoide y acercarse más a las de un animal cuadrúpedo. Físicamente parece un Eva apoyado en 4 patas, su silueta se asemeja más a un felino o a un canino. Posee una escama Q.R. Signum en la parte trasera del coxis, asemejándose al rabo de un animal.
Su piloto es la joven Mari, una niña que aparenta 10 años de edad,  quien forma parte de un experimento de modificación con ADN animal para invertir la evolución y hacer más fácil la sincronización con las unidades Evangelion, Mari tiene orejas de gato en la cabeza y manos cada vez más parecidas a garras/patas, los científicos temen que tarde o temprano le saldrá cola.
Como arma lleva en la espalda/lomo 4x3 lanza misiles con tecnología S2 que permiten perforar el Campo A.T. de los agresores. En la batalla de Nueva Zembla, se le vio manifestar hasta 20 auras/siluetas de lobos que ayudaron en la batalla contra los Angel Carrier Modelo 3. 
Después de absorber una escama Q.R. Signum, el Eva sufre una transformación haciendo que la boca de su Eva se estire hasta el cuello y parte de sus hombros, siendo capas de engullir seres del tamaño de un Eva con facilidad; esto adicionalmente le permite disparar rayos de luz por la boca, los cuales son comparados con los potentes disparos de Ramiel.
Durante los eventos del continente de Yomotsu, el Wolfpack sufre una mutación que le da un tamaño colosal, siendo capaz de llevar a un Eva en su cresta (el cual va montado del mismo modo en como un humano pilotaría a un Eva dentro de su cabina). Aunque conserva blindaje en las patas, cabeza y lomo, mucha de la armadura es sustituida por un pelaje blanco. Este Eva ahora carga 2 escamas Q.R. Signum en los muslos, sustituyendo a la primera escama del coxis por una cola hecha de blindaje. Adicionalmente este Eva lleva 4 pilares en el lomo como los vistos en el Eva 02 al entrar en modo bestia en la serie Rebuild of Evangelion. 
Como curiosidad las auras de lobo que el Wolfpack proyecta son cosméticamente idénticos al felino que Mari y el Eva 08 usan en Evangelion 3.0 + 1.0.

### Armaros
Armaros es un organismo muy similar en estructura a los Evangelión, Este actúa como el antagonista principal de la novelización. Es descrito como un Eva negro, con alas amorfas y un halo blanco. Se calcula que tiene una altura de 150-180 metros, siendo capaz de empuñar con una sola mano el armamento que un Eva regular usaría con ambas manos.     
A lo largo y ancho de su armadura son visibles varias escamas Q.R. llegando a cargar 3 en una sola muslera u hombrera, a causa de esto se presume que es Armaros el creador de las escamas, las cuales permiten a un Eva operar sin núcleo o fuente de poder externa.    
Misato nombra a este ente como Armaros en referencia a un ángel caído. NERV teoriza que Armaros era el "As bajo la manga" de SEELE en caso de que fracasara el Proyecto de Instrumentalización Humana. También se cree el responsable de "evolucionar" a los MP Eva en los Ángel Carrier. 
Ikuto Yamashita, autor y dibujante de Evangelion Anima, comenta que la cabeza de Armaros está basada en un diseño descartado para la película Evangelion 1.0 - YOU ARE (NOT) ALONE. También se menciona que originalmente Armaros tendría 4 patas para asemejarse a un centauro, sin embargo, las patas traseras fueron descartadas luego de que las alas amorfas se volvieran una parte llamativa de su silueta.

### Hikarimaros
Después de los eventos de Yomotsu, el Eva Heurtebize se transforma en el nuevo Armaros. Este es dos veces más grande que un Eva común. Lleva tantas escamas en el cuerpo que Toji compara el brazo izquierdo a los dientes de una moto cierra. 
Al igual que el primer Armaros, este es acompañado por 2 Torwachter 
El arte conceptual revela que si se retira la cornamenta de este gigante, se verá la cabeza del Euro Eva, la cual es a su vez idéntica al diseño original del Eva 02 en el anime. 
Aunque en la serie se le refiere como Armaros, ikuto Yamashita nombra a este ente como Hikarimaros, para distinguirlo del primer gigante negro.

### Victor / Torwachter
Los Victor son 2 unidades humanoides negras, cuyo físico parece una combinación de un Eva común y Armaros. tienen hombreras pronunciadas y cascos muy simples, sin ojos a la vista. Cada uno lleva en su espalda una única ala amorfa muy similar a las de Armaros. Nerv teoriza que las alas están conectadas cuánticamente a las de Armaros.    
Los Victor tiene la capacidad de fusionarse y proyectar un túnel cuántico que puede conectar a cualquier parte del mundo, la Luna y hasta el Edén. 
El verdadero nombre de estas unidades se desconoce, solo se les llama VICTOR en referencia a un objetivo no identificado en el radar. 
Uno de los Victor es destruido por el Super Eva Vortex dentro del túnel cuántico que lleva a Shinji y a Rei Trois a la isla de Chipre. El Victor sobreviviente es renombrado por las fuerzas armadas de Europa como Torwachet (guardián de la reja), el cual usa el corazón de Shinji/Super Eva después de que este fuera robado por Armaros en la Isla de Chipre. Cuando Crimson A1 es renombrada como Torwachter A1, el Victor es retroactivamente renombrado Torwachter B. 
Durante la batalla de Yomotsu se es revelado que los Torwachter pueden regenerarse cuantas veces sea necesario, sin embargo, solo puede haber dos en todo momento.  
Los acompañantes de Armaros representan a Rei y Asuka; mientras que los que acompañan a Hikarimaros representan a Toji y a Kodama (la hermana mayor de Hikari) 
Como armamento los Victor usan una especia de pulso-cortante con forma de halo, mientras que el Torwachter B usa un Atlatl, un arma prehispánica usada para arrojar flechas o jabalinas, con la salvedad de que el proyectil usado por el Torwachter es gigantesco y atado al mango del arma, permitiendo su uso como látigo.

### Angel Carrier
Una versión evolucionada de los MP evas sobrevivientes a la Batalla de Nerv HQ, los cuales fueron presuntamente "evolucionados" por el ente conocido como Armaros. Estos Evas conservan su característica cabeza de tiburón, pero llevan 10 puntos que, en patrón, se asemejan al "Árbol de la Vida". Todos estos Evas llevan una esfera sujeta por 6 costillas, reemplazando por completo el torso. Dentro de estas esferas los Ángel Carrier, como su nombre sugiere en inglés (carga ángel), llevan el embrión de un ángel. Estos Evas llevan una o dos escamas Q.R. Signum, dependiendo el modelo; El modelo 1 lleva la escama en el cuello, mientras que el modelo 2 carga dos escamas en las hombreras, el modelo 3 es igual al modelo 2, con la salvedad de que pueden volar gracias a que llevan alas en los brazos.  
En la novelización aparecen varios Ángel Carrier, cada uno con un embrión de ángel distinto.
- El primer Ángel Carrier en aparecer lleva el embrión de Sachiel, y tiene la capacidad de generar de la esfera el brazo de Sachiel. Este Ángel Carrier lucha contra el Eva 01 Type F y es el primer enemigo contra el que se enfrenta Nerv en 3 años desde la Batalla de Nerv HQ. Este Eva logra escapar, no sin antes ayudar al Eva 0.0 de Cuatre a mutar.
- El segundo Ángel Carrier en aparecer lleva el embrión del ángel Leliel, y tiene la capacidad de transformar la esfera de su torso en un agujero negro con el que logra tragarse una de las réplicas de las lanzas de Longinos que llevaron los MP evas hace 3 años. Este Ángel Carrier lucha contra el Eva 02 y logra escapar, pero luego es destruido por el Super Evangelion.
- El tercero en aparecer lleva el embrión de Shamshel y puede replicar los látigos de luz que el ángel usó contra el Eva 01 hace 3 años. Este Ángel Carrier confronta al Super Evangelion y  es destruido por el Eva Euro II. Es el único Ángel Carrier que lleva un arma, una hacha larga, además de su esfera,
- El cuarto aparece en la luna y lleva el embrión de Arael. Tiene la capacidad de replicar el ataque psicológico del ángel con el que trató de manipular a Asuka hace 3 años. Es destruido por el Eva 02 Allegorica usando una mina N2 y después rematado con una espada.
- Siete Ángel Carrier Modelo 3 aparecen en la tierra.  Solo se revela que 3 de estos Ángel Carrier llevan los embriones de Zeruel, Gaghiel y Sandalphon. Estos Ángel Carrier voladores aparecen en 2 ocasiones, los primeros 3 luchan contra el Eva Vortex durante su primer vuelo y los otros 4 cuando Shinji y Rei tratan de volar a la Luna para reunirse con Asuka.
- Un solo Angel Carrier Modelo 3 es encontrado en el planetoide Corazón de la Manzana, llevando al Ángel Leliel, El Super Eva logra recuperar la lanza de Longinus que este mismo ángel le quitó a Asuka.
- Una segunda tanda de 7 Angel Carrier Modelo 3 aparecen en Nueva Zembla, todos cargan la misma hacha larga del Angel Carrier que atacó a Asuka en la Luna. Se revelan los ángeles de Sachiel, Zeruel, Arael, Ramiel, Sandalphon y Gaghiel, el primero del grupo es destruido por el Wolfpack antes de revelar a su ángel. En la misma batalla, 4 de estos Carriers consiguen duplicar su tamaño, volviéndose colosales para los estándares de un Eva.
- Cuando Mari y el Wolfpack son llevados a la Luna, estos son rodeados 4 Angel Carrier (sin especificar el modelo). 2 revelan llevar a Ramiel y a Sahaquiel. El primero es acabado por Mari y el segundo por el Eva 0.0 pilotado por Rei Trois, los dos últimos son destruidos por Six en su Eva 00 Alegórica, sin describir cómo lo logró.
- Al llegar al nuevo continente de Yomotsu, Shinji es emboscado por 6 Carriers, se rebelan a Matarael y a Sandalphon. Los otros tres luchan contra el Eva 02, siendo el embrión de Zeruel absorbido en el proceso.
- Un total de 10 Carriers se sacrifican para inmovilizar al Eva Final Model y permitir que Longinus lo acabe, sin embargo el plan falla. Solo se descubre más adelante que uno de los tres Carriers sobrevivientes llevaba al ángel Israfel.

## Detalles técnicos de los Evangelion
A lo largo de la novelización se ofrecen múltiples datos informativos que tratan de explicar o justificar el funcionamiento/comportamiento de las unidades Eva, tanto en la novela de Evangelion Anima como en distintas adaptaciones de la franquicia. 
- Los científicos, ingenieros y técnicos de Nerv jamás han conseguido explicar por qué los Evan adoptan una forma humanoide. Igualmente no les es posible modificar a un Eva fuera de la silueta humana.
  - Lo más cercano a conseguir un cambio de forma fue con el Evangelion americano Wolfpack, el cual tiene modificaciones que lo asemejan a una bestia cuadrúpeda.
- Se desconoce por qué los Eva tienen boca e intestino cuando no requieren ingerir alimento alguno.
  - Sin embargo, se ha visto que los Eva pueden absorber por la boca artefactos que eventualmente modifican el cuerpo, como fue con el Eva 01 y la absorción del órgano S2, o el Wolfpack y la ingesta de una Escama Q.R. Signum.
- Los Evangelion, cosméticamente hablando, no buscan denotar un género específico. 
  - El Crimson A1 sería el primer caso de un Eva de aspecto indiscutiblemente femenino, más no es propiamente una hembra.
- Los Evangelion, pese a tener músculos, huesos, órganos y sangre, son totalmente inorgánicos, los Evas no se pudren aún si estos permanecen varios años sin mantenimiento.
  - Sin embargo, las partes de un Eva, o ente de origen similar, que no están conectadas al núcleo eventualmente decaen, a menos que reciban mantenimiento.
  - Lo anterior trata de resolver la polémica alrededor de estas criaturas y su denominación "mecha" o robot gigante.
- Los infames "repuestos" que se utilizan para reparar a un Eva no son otra cosa que partes del cuerpo de otros clones que no completaron su desarrollo.
  - Hipotéticamente hablando, sería posible armar un Eva con piezas de diferentes cuerpos, Al estilo del Monstruo de Frankenstein, sin embargo, esto jamás se logra ya que el núcleo no se consigue estabilizar.
  - El primer Eva fabricado con este procedimiento fue el Eva Euro II, el cual logró completar este proceso gracias a que no utiliza núcleo como fuente de poder, sino las escamas Q.R. Signum.
  - Los Evas no pueden recibir partes de cuerpos que no pertenezcan a su misma serie, en otras palabras, el Eva 02 no podría reponer sus brazos con los de un clon fallido de la serie Eva 00.
- La razón por la que los Evas despiden una cantidad tan exagerada de sangre cada vez que son amputados o perforados, es porque sus núcleos están conectados a una dimensión paralela de la que extraen toda la sangre para el Eva. Esta sangre deja de fluir cuando la herida se cauteriza o cuando el Eva es destruido (muere).
  - Lo anterior trata de justificar por qué el Eva 03 no soltó ríos de sangre al ser descuartizado, porque el Eva/ángel, formalmente, ya había muerto.
- Pese a su gran tamaño y peso, los Evas, una vez activados, no se hunden en el suelo gracias a que están permanentemente proyectando un Campo A.T. en la base de sus pies que absorbe la mayor parte del impacto al correr o saltar.
- La razón por la que los Evas son tan rápidos, pese a su gran tamaño y peso, es porque sus cuerpos no obedecen las leyes de la física de nuestro mundo, sino las del universo paralelo del que se creé provienen los ángeles.
- Se explica que los Evas deben estar apagados y sin piloto cuando se les equipan nuevas armas, armaduras o accesorios, ya que se teme que el piloto pierda la noción de donde termina su cuerpo y empieza el del Eva.

- Datos: Q6040842